# Festival de la Canción de Eurovisión 2021
La LXV edición del Festival de la Canción de Eurovisión se celebró en el Ahoy Rotterdam, Róterdam, Países Bajos, el 18, 20 y 22 de mayo de 2021. Tras la cancelación del Festival de 2020 debido a la pandemia de COVID-19, la Unión Europea de Radiodifusión (UER) y el grupo de referencia del festival trataron el tema del certamen de 2020 y cómo se afrontaría el de 2021. Finalmente, el Ayuntamiento de Róterdam decidió mantener la sede, por lo que fue la quinta vez que Países Bajos organizó el festival, algo que no sucedía desde el Festival de Eurovisión de 1980. También fue el primer evento oficial de Eurovisión celebrado en suelo neerlandés desde el Festival de la Canción de Eurovisión Junior 2012.
Los presentadores del certamen fueron los anfitriones de Eurovision: Europe Shine a Light, es decir, los cantantes y presentadores Edsilia Rombley, Chantal Janzen y Jan Smit, junto a la célebre youtuber neerlandesa Nikkie de Jager (NikkieTutorials).
El lema de esta edición fue Open Up («Ábrete»), el mismo que se habría utilizado en 2020. Con este eslogan se quería reflejar la apertura de mente de los Países Bajos de cara al mundo, invitando a las personas a abrirse a los demás, a las diferentes opiniones, a las historias que otras personas tienen que contar y, por supuesto, a todo tipo de música. En cuanto al logo, siguiendo el estilo del del año previo, este representa de manera abstracta los colores de las banderas de los países participantes según la ubicación geográfica de sus capitales con respecto a Róterdam, pasando del concepto de "de dónde venimos" al de "a dónde vamos".
En esta edición participaron 39 países en total, manteniendo la retirada de Hungría y Montenegro, tal como hicieron un año antes, a la que se sumó la de Armenia el 5 de marzo debido a su situación tras los recientes conflictos en la región del Alto Karabaj y la descalificación de Bielorrusia el 26 de marzo por incumplir las normas al incluir mensajes políticos en la canción.
La canción "Zitti e buoni" de la banda Måneskin en representación de Italia, ganó el concurso con 524 puntos, concretando la tercera victoria italiana en el festival, después de las de 1964 y 1990. Además, esta se convirtió en la segunda ocasión en que gana una canción rock, después de la victoria de Lordi en 2006, por Finlandia. El podio fue completado por Barbara Pravi, representante de Francia y Gjon's Tears, representante de Suiza en segunda y tercera posición, respectivamente.

## Organización

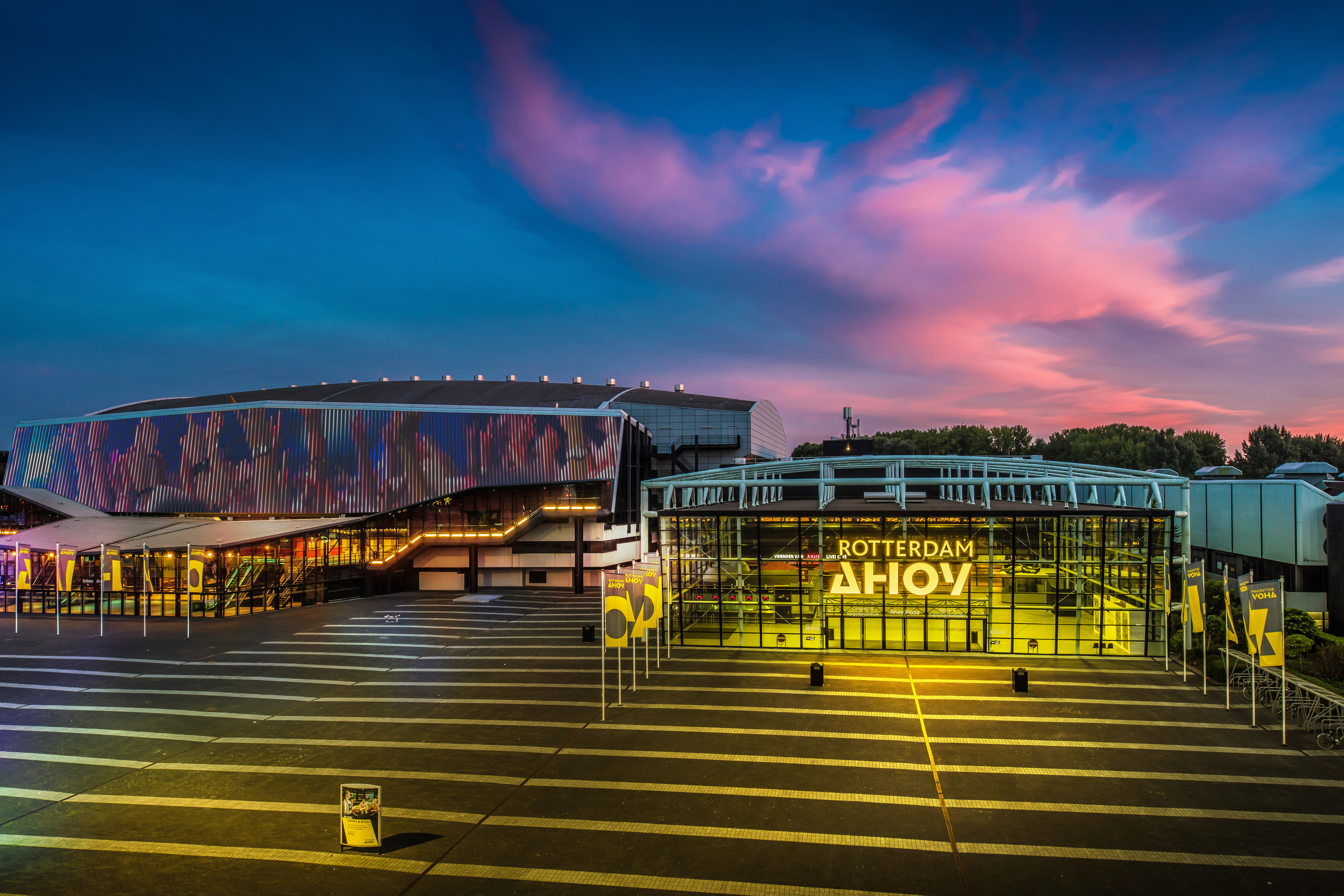
Ahoy Rotterdam, la sede del Festival de la Canción de Eurovisión 2021.

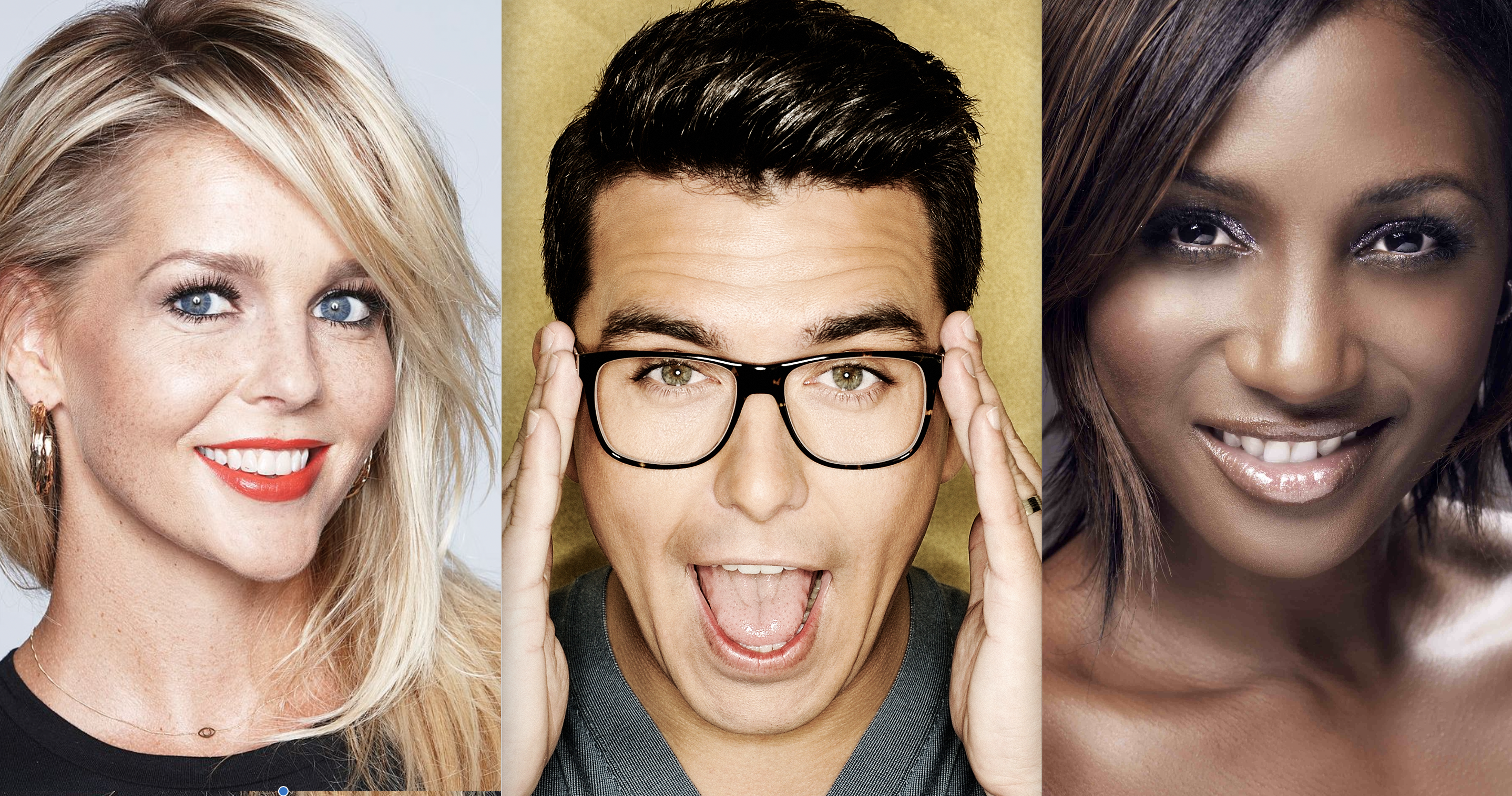
Tres de los cuatro presentadores del Festival de la Canción de Eurovisión 2021, Chantal Janzen, Jan Smit y Edsilia Rombley.

### Producción
El festival de 2021 fue una coproducción entre tres organizaciones de televisión neerlandesas relacionadas —AVROTROS, Nederlandse Omroep Stichting (NOS) y Nederlandse Publieke Omroep (NPO)— de las cuales cada una asumió un papel diferente.  Asimismo, Sietse Bakker y Astrid Dutrénit fueron los productores ejecutivos, mientras que Emilie Sickinghe y Jessica Stam fueron los productores ejecutivos adjuntos.

### Supervisor ejecutivo
En enero de 2020, la UER anunció que Martin Österdahl sería nombrado supervisor ejecutivo del Festival de la Canción de Eurovisión tras la edición de 2020, sucediendo a Jon Ola Sand. Antes de su asignación, Österdahl había sido un productor ejecutivo de las ediciones de 2013 y 2016, y había sido miembro del grupo de referencias del festival entre 2012 y 2018.

### Sede del festival
Tras la cancelación del Festival de la Canción de Eurovisión 2020, la Unión Europea de Radiodifusión (UER) estableció contacto con las emisoras neerlandesas AVROTROS, NPO y NOS, además del ayuntamiento de la ciudad de Róterdam, donde se iba a celebrar el festival de 2020, sobre la posibilidad de mantener la ciudad como sede de la 65.ª edición.
Según medios neerlandeses, la ciudad de Róterdam requeriría 6,7 millones de euros adicionales para organizar el evento en 2021. El Ayuntamiento de la ciudad tomaría una decisión al respecto a finales de abril además de aprobar dicho presupuesto, ya que, en caso de no mantener la sede, AVROTROS, NOS y NPO deberían encontrar una alternativa, como muy tarde, a mediados de mayo. Finalmente el Ayuntamiento por 33 votos a favor y 8 en contra, dio luz verde a la propuesta el 23 de abril de 2020, manteniendo el Ahoy Rotterdam como sede, un recinto con un aforo de 16.000 personas que ha sido sede del Festival de la Canción de Eurovisión Junior 2007, del Nationaal Songfestival en 2000, 2001 y 2003; y de los MTV Europe Music Awards en 1997 y 2016. Finalmente, durante el programa especial Eurovision: Europe Shine a Light, los presentadores anunciaron de forma oficial a Róterdam como sede oficial de Eurovisión en 2021.

### Posibles maneras de llevar a cabo el concurso
Debido a la pandemia de COVID-19, la UER y las emisoras anfitrionas neerlandesas trabajaron en cuatro formas posibles para que se llevase a cabo el concurso, confirmando que el concurso de 2021 no se cancelaría. Estas cuatro opciones incluyeron:
- Escenario A: El concurso se llevaría a cabo como de costumbre.
- Escenario B: El concurso se desarrollaría como de costumbre, pero con estrictas reglas sanitarias, incluyendo la distancia social de 1,5 metros. Asimismo, intentarían que todos o la mayoría de los participantes estuvieran presentes en Róterdam, el aforo máximo permitido en cuanto al público sería de un 80%, habría 500 periodistas presentes y 1000 por videoconferencia, y el resto de eventos estarían adaptados a las circunstancias.
- Escenario C: Aunque al principio se planteó que si algunas delegaciones no pudieran viajar a Róterdam, sus artistas podrían actuar desde sus países de origen, finalmente se optó porque todos actuaran desde su país en caso de ser seleccionada esta opción. Además, el aforo máximo permitido en cuanto al público también sería de un 80%, los eventos locales serían reducidos y podrían acudir 1500 miembros de la prensa especializada, pero todos de manera virtual.
- Escenario D: Si hubiera un nuevo confinamiento, Róterdam acogería el concurso sin público, mientras que los artistas competidores actuarían desde sus países de origen. Tampoco habría eventos en la ciudad y la prensa seguiría acudiendo de manera virtual.

| Posibles escenarios para el Festival de la Canción de Eurovisión 2021 | Posibles escenarios para el Festival de la Canción de Eurovisión 2021 | Posibles escenarios para el Festival de la Canción de Eurovisión 2021 | Posibles escenarios para el Festival de la Canción de Eurovisión 2021 | Posibles escenarios para el Festival de la Canción de Eurovisión 2021 |
| Factores                                                              | A                                                                     | B                                                                     | C                                                                     | D                                                                     |
| --------------------------------------------------------------------- | --------------------------------------------------------------------- | --------------------------------------------------------------------- | --------------------------------------------------------------------- | --------------------------------------------------------------------- |
| En directo desde el Ahoy Rotterdam                                    |                                                                       |                                                                       |                                                                       |                                                                       |
| Participantes en los Países Bajos                                     |                                                                       |                                                                       |                                                                       |                                                                       |
| Público en el estadio                                                 |                                                                       |                                                                       |                                                                       |                                                                       |
| Eventos en Róterdam                                                   |                                                                       |                                                                       |                                                                       |                                                                       |
| Prensa en Róterdam                                                    |                                                                       |                                                                       |                                                                       |                                                                       |
| Resultado                                                             | Descartado                                                            | Seleccionado                                                          | Descartado                                                            | Descartado                                                            |

     Posible.
     Limitado o con modificaciones.
     Imposible.
Asimismo, el 18 de noviembre de 2020, la UER reveló que, como medida para garantizar que todos los participantes pudieran participar en el concurso, cada emisora nacional grabaría antes del concurso una actuación de su candidatura para emitirla en caso de que los participantes no pudieran viajar a Róterdam o tuvieran que guardar cuarentena a su llegada. Las grabaciones se llevarían a cabo en un estudio, en tiempo real (como sería en el concurso) y sin ninguna edición posterior de las voces o cualquier parte de la actuación en sí. También se reveló un conjunto de pautas de producción para garantizar la equidad y la integridad de las grabaciones, como el hecho de que un miembro de la UER estuviera presente en las mismas. Además, en caso de no ser utilizadas, estas serían reveladas en Eurovision Song Celebration, un programa especial emitido a través del canal de Eurovisión en YouTube de la mano de Krista Siegfrids.
Finalmente, el 3 de febrero de 2021, la UER y las emisoras anfitrionas declararon que habían descartado organizar el concurso de forma normal (escenario A), mientras que el 2 de marzo se publicó un protocolo de salud y seguridad para el concurso, y la UER afirmó que el certamen se llevaría a cabo según el escenario B, siempre que no cambiaran las circunstancias. Este escenario fue confirmado oficialmente por la UER el 30 de abril, cumpliendo con lo acordado al principio del mes: se permitiría la asistencia de 3.500 personas como público en cada uno de los nueve espectáculos, incluidos los tres en directo y los seis ensayos, debiendo dar negativo en las pruebas de detección de la COVID-19.
Sin embargo, debido a las precauciones contra la pandemia, los eventos de la "alfombra turquesa" y la ceremonia de apertura – que se celebraría en la terminal de cruceros de Rotterdam el 16 de mayo de 2021 – serían los únicos eventos paralelos presenciales que se organizarían en 2021, por lo que el Eurovision Village se llevaría a cabo solo en línea, mientras que el EuroClub y el EuroCafé no tendrían lugar.

### Fechas
El 15 de junio de 2020, se desvelaron las fechas de las semifinales, que se fijaron para el 18 y el 20 de mayo de 2021, y la de la final, que sería el 22 de mayo.

### Identidad visual
Como acompañamiento del isotipo genérico de Eurovisión, la organización mantuvo la base de la identidad visual que habría sido empleada en 2020, transformando su concepto. El año anterior, el emblema principal de esta identidad gráfica era una forma circular concéntrica que incluía los colores de las banderas de los países participantes en orden (siguiendo el sentido del reloj) desde su primera participación en el certamen. Esta vez, las banderas se reubican de acuerdo con la posición geográfica de la capital de cada país con respecto a la ciudad de Róterdam, que es el punto central en el que se unen. El logotipo, creado nuevamente por la agencia Clever ° Franke, acompaña al lema «Open Up» («Ábrete» en español). La infografía, la decoración y el merchandising, entre otros aspectos, girarían en torno a este concepto artístico.
Por otro lado, durante el anuncio de las fechas del concurso de 2021, Sietse Bakker, productor ejecutivo, declaró que la planificación escenográfica 2020 también se utilizaría en el concurso de 2021. El diseño se inspira en el eslogan Open Up y el típico paisaje plano neerlandés. El escenario de Eurovisión fue diseñado por el escenógrafo alemán Florian Wieder, que también diseñó los de los concursos en 2011–12, 2015 y 2017–19. A diferencia del concurso de 2019, la green room se colocó dentro del recinto principal, concretamente en el foso donde cada año se sitúa el público que permanece de pie durante el espectáculo, todo ello para suplir su ausencia debido a las restricciones.
Durante el festival, cada actuación estuvo precedida por un breve vídeo de introducción (conocido como «postcard» o «postal»). El concepto de este año se basaría en el tema Open Up del concurso, pero con diferencias con respecto al concepto inicial creado para las postales de 2020. Así, debido a las restricciones por la pandemia de COVID-19, las postales presentarían a los artistas grabados en sus países de origen y proyectados sobre el marco de una típica klein huis (en castellano, casa diminuta) instalada en varios lugares de los Países Bajos.

### Cambios respecto de los años previos
El 18 de junio de 2020, la UER anunció que, por primera vez, se permitiría la grabación de los coros durante un año. Sin embargo, el uso de los coros pregrabados era completamente opcional. Cada delegación podía optar por utilizar cantantes tanto en el escenario como fuera de él. También se permitiría una combinación de coros en directo y grabados. Sin embargo, las voces principales tenían que ser en directo, como se venía haciendo desde el principio.

### Actos de apertura e intervalo
El 4 de mayo de 2021, la UER publicó información sobre los actos de apertura e intervalo.
La primera semifinal fue inaugurada por Duncan Laurence, ganador del Festival de la Canción de Eurovisión 2019, interpretando «Feel Something», y contará con la cantante Davina Michelle y la actriz Thekla Reuten en un acto de intervalo titulado The Power of Water, centrado en la historia de la gestión del agua en los Países Bajos.
Por otro lado, el breakdancer Redouan Ait Chitt (Redo) y Eefje de Visser abrieron la segunda semifinal con el bailarín de ballet Ahmad Joudeh y ciclista de BMX Dez Maarsen actuando durante el intervalo; los actos se titulan "Forward Unlimited" y "Close Encounter of a Special Kind", respectivamente.
Por último, la final se abrió con el tradicional desfile de banderas, presentando a los veintiséis finalistas, acompañados por la música producida por el DJ Pieter Gabriel, de 16 años. Durante el intervalo, el DJ Afrojack y los cantantes Glennis Grace (que representó a los Países Bajos en 2005) y Wulf interpretaron «Music Binds Us», una pieza de dos partes, junto con una orquesta sinfónica compuesta por jóvenes músicos de todos los Países Bajos, formada específicamente para esta ocasión; la pieza también incluyó el último sencillo de Afrojack, «Hero». Durante el acto de intervalo titulado "Rock the Roof", seis ganadores de Eurovisión —Lenny Kuhr (1969), Getty Kaspers de Teach-In (1975), Sandra Kim (1986), Helena Paparizou (2005), Lordi (2006) y Måns Zelmerlöw (2015)— interpretaron sus canciones ganadoras en varios lugares de Róterdam. Además, Duncan Laurence interpretó su tema «Arcade», la canción con la que dio la victoria a los Países Bajos, y su nuevo tema «Stars». Durante los últimos segundos de la votación, se realizará un sketch de baile titulado "The Human Countdown".

## Países participantes
Tras la cancelación del certamen de 2020, el grupo de referencia del festival decidió que, siguiendo las reglas de concurso, no sería posible presentar las canciones de la edición cancelada. También dejó en manos de las televisiones públicas nacionales el hecho de elegir al representante que quisieran, ya fuera el mismo que iba a acudir a Róterdam 2020 u otro distinto elegido internamente o mediante las preselecciones nacionales.

### Canciones y selección
| País TV                 | Título original de la canción     | Artista                  | Proceso y fecha de selección                                                                                          |
| País TV                 | Traducción del título             | Idioma                   | Proceso y fecha de selección                                                                                          |
| ----------------------- | --------------------------------- | ------------------------ | --- |
| Albania RTSH            | «Karma»                           | Anxhela Peristeri        | Festivali i Këngës 59, 23-12-2020 (Presentación de la versión final, 01-03-2021)                                      |
| Albania RTSH            | -                                 | Albanés                  | Festivali i Këngës 59, 23-12-2020 (Presentación de la versión final, 01-03-2021)                                      |
| Alemania NDR            | «I Don’t Feel Hate»               | Jendrik Sigwart          | Elección interna, 06-02-2021 (Presentación de la canción, 25-02-2021)                                                 |
| Alemania NDR            | «No siento odio»                  | Inglés y alemán          | Elección interna, 06-02-2021 (Presentación de la canción, 25-02-2021)                                                 |
| Australia SBS           | «Technicolour»                    | Montaigne                | Elección interna, 02-04-2020 (Presentación de la canción, 05-03-2021)                                                 |
| Australia SBS           | «Tecnicolor»                      | Inglés                   | Elección interna, 02-04-2020 (Presentación de la canción, 05-03-2021)                                                 |
| Austria ORF             | «Amen»                            | Vincent Bueno            | Elección interna, 26-03-2020 (Presentación de la canción, 10-03-2021)                                                 |
| Austria ORF             | «Amén»                            | Inglés                   | Elección interna, 26-03-2020 (Presentación de la canción, 10-03-2021)                                                 |
| Azerbaiyán İTV          | «Mata Hari»                       | Samira Efendi            | Elección interna, 20-03-2020 (Presentación de la canción, 15-03-2021)                                                 |
| Azerbaiyán İTV          | -                                 | Inglés y azerí           | Elección interna, 20-03-2020 (Presentación de la canción, 15-03-2021)                                                 |
| Bélgica VRT             | «The Wrong Place»                 | Hooverphonic             | Elección interna, 20-03-2020 (Presentación de la canción, 04-03-2021)                                                 |
| Bélgica VRT             | «El lugar equivocado»             | Inglés                   | Elección interna, 20-03-2020 (Presentación de la canción, 04-03-2021)                                                 |
| Bulgaria BNT            | «Growing Up Is Getting Old»       | Victoria Georgieva       | Elección interna, 21-03-2020 (Presentación de la canción, 10-03-2021)                                                 |
| Bulgaria BNT            | «Crecer es hacerse mayor»         | Inglés                   | Elección interna, 21-03-2020 (Presentación de la canción, 10-03-2021)                                                 |
| Chipre CyCB             | «El Diablo»                       | Elena Tsagrinou          | Elección interna, 25-11-2020 (Presentación de la canción, 24-02-2021)                                                 |
| Chipre CyCB             | -                                 | Inglés y español         | Elección interna, 25-11-2020 (Presentación de la canción, 24-02-2021)                                                 |
| Croacia HRT             | «Tick-Tock»                       | Albina                   | Dora 2021, 13-02-2021                                                                                                 |
| Croacia HRT             | «Tic-tac»                         | Inglés y croata          | Dora 2021, 13-02-2021                                                                                                 |
| Dinamarca DR            | «Øve os på hinanden»              | Fyr og Flamme            | Dansk Melodi Grand Prix 2021, 06-03-2021                                                                              |
| Dinamarca DR            | «Practiquemos el uno con el otro» | Danés                    | Dansk Melodi Grand Prix 2021, 06-03-2021                                                                              |
| Eslovenia RTVSLO        | «Amen»                            | Ana Soklič               | Elección interna, 16-05-2020 (Presentación de la canción, 27-02-2021)                                                 |
| Eslovenia RTVSLO        | «Amén»                            | Inglés                   | Elección interna, 16-05-2020 (Presentación de la canción, 27-02-2021)                                                 |
| España RTVE             | «Voy a quedarme»                  | Blas Cantó               | Elección interna, 18-03-2020 (Destino Eurovisión, 20-02-2021)                                                         |
| España RTVE             | -                                 | Español                  | Elección interna, 18-03-2020 (Destino Eurovisión, 20-02-2021)                                                         |
| Estonia ERR             | «The Lucky One»                   | Uku Suviste              | Eesti Laul 2021, 06-03-2021                                                                                           |
| Estonia ERR             | «El afortunado»                   | Inglés                   | Eesti Laul 2021, 06-03-2021                                                                                           |
| Finlandia Yle           | «Dark Side»                       | Blind Channel            | Uuden Musikiin Kilpailu 2021, 20-02-2021                                                                              |
| Finlandia Yle           | «Lado oscuro»                     | Inglés                   | Uuden Musikiin Kilpailu 2021, 20-02-2021                                                                              |
| Francia FTV             | «Voilà»                           | Barbara Pravi            | Eurovision France, c'est vous qui décidez, 30-01-2021                                                                 |
| Francia FTV             | «Aquí estoy»                      | Francés                  | Eurovision France, c'est vous qui décidez, 30-01-2021                                                                 |
| Georgia GPB             | «You»                             | Tornike Kipiani          | Elección interna, 19-03-2020 (Presentación de la canción, 15-03-2021)                                                 |
| Georgia GPB             | «Tú»                              | Inglés                   | Elección interna, 19-03-2020 (Presentación de la canción, 15-03-2021)                                                 |
| Grecia ERT              | «Last Dance»                      | Stefania Liberakakis     | Elección interna, 18-03-2020 (Presentación de la canción, 10-03-2021)                                                 |
| Grecia ERT              | «Último baile»                    | Inglés                   | Elección interna, 18-03-2020 (Presentación de la canción, 10-03-2021)                                                 |
| Irlanda RTÉ             | «Maps»                            | Lesley Roy               | Elección interna, 17-12-2020 (Presentación de la canción, 26-02-2021)                                                 |
| Irlanda RTÉ             | «Mapas»                           | Inglés                   | Elección interna, 17-12-2020 (Presentación de la canción, 26-02-2021)                                                 |
| Islandia RÚV            | «10 Years»                        | Daði & Gagnamagnið       | Elección interna, 23-10-2020 (Presentación de la canción, 13-03-2021)                                                 |
| Islandia RÚV            | «10 años»                         | Inglés                   | Elección interna, 23-10-2020 (Presentación de la canción, 13-03-2021)                                                 |
| Israel KAN              | «Set Me Free»                     | Eden Alene               | Elección interna, 22-03-2020 (HaShir Shelanu L'Eurovizion, 25-01-2021) (Presentación de la versión final, 26-03-2021) |
| Israel KAN              | «Libérame»                        | Inglés y hebreo          | Elección interna, 22-03-2020 (HaShir Shelanu L'Eurovizion, 25-01-2021) (Presentación de la versión final, 26-03-2021) |
| Italia RAI              | «Zitti e buoni»                   | Måneskin                 | Sanremo 2021, 06-03-2021                                                                                              |
| Italia RAI              | «Callados y buenos»               | Italiano                 | Sanremo 2021, 06-03-2021                                                                                              |
| Letonia LTV             | «The Moon Is Rising»              | Samanta Tīna             | Elección interna, 16-05-2020 (Presentación de la canción, 12-03-2021)                                                 |
| Letonia LTV             | «La luna está saliendo»           | Inglés                   | Elección interna, 16-05-2020 (Presentación de la canción, 12-03-2021)                                                 |
| Lituania LRT            | «Discoteque»                      | The Roop                 | Pabandom iš naujo! 2021, 06-02-2021                                                                                   |
| Lituania LRT            | «Discoteca»                       | Inglés                   | Pabandom iš naujo! 2021, 06-02-2021                                                                                   |
| Macedonia del Norte MRT | «Here I Stand»                    | Vasil Garvanliev         | Elección interna, 20-01-2021 (Presentación de la canción, 11-03-2021)                                                 |
| Macedonia del Norte MRT | «Aquí estoy»                      | Inglés                   | Elección interna, 20-01-2021 (Presentación de la canción, 11-03-2021)                                                 |
| Malta PBS               | «Je Me Casse»                     | Destiny Chukunyere       | Elección interna, 16-05-2020 (Presentación de la canción, 15-03-2021)                                                 |
| Malta PBS               | «Me largo»                        | Inglés y francés         | Elección interna, 16-05-2020 (Presentación de la canción, 15-03-2021)                                                 |
| Moldavia TRM            | «Sugar»                           | Natalia Gordienco        | Elección interna, 26-01-2021 (Presentación de la canción, 04-03-2021)                                                 |
| Moldavia TRM            | «Azúcar»                          | Inglés                   | Elección interna, 26-01-2021 (Presentación de la canción, 04-03-2021)                                                 |
| Noruega NRK             | «Fallen Angel»                    | Tix                      | Melodi Grand Prix 2021, 20-02-2021                                                                                    |
| Noruega NRK             | «Ángel caído»                     | Inglés                   | Melodi Grand Prix 2021, 20-02-2021                                                                                    |
| Países Bajos AVROTROS   | «Birth Of A New Age»              | Jeangu Macrooy           | Elección interna, 18-03-2020 (Presentación de la canción, 04-03-2021)                                                 |
| Países Bajos AVROTROS   | «Nacimiento de una nueva era»     | Inglés y sranan tongo    | Elección interna, 18-03-2020 (Presentación de la canción, 04-03-2021)                                                 |
| Polonia TVP             | «The Ride»                        | Rafał Brzozowski         | Elección interna, 12-03-2021                                                                                          |
| Polonia TVP             | «El viaje»                        | Inglés                   | Elección interna, 12-03-2021                                                                                          |
| Portugal RTP            | «Love Is On My Side»              | The Black Mamba          | Festival da Canção 2021, 06-03-2021                                                                                   |
| Portugal RTP            | «El amor está de mi lado»         | Inglés                   | Festival da Canção 2021, 06-03-2021                                                                                   |
| Reino Unido BBC         | «Embers»                          | James Newman             | Elección interna, 19-02-2021 (Presentación de la canción, 11-03-2021)                                                 |
| Reino Unido BBC         | «Ascuas»                          | Inglés                   | Elección interna, 19-02-2021 (Presentación de la canción, 11-03-2021)                                                 |
| República Checa ČT      | «Omaga»                           | Benny Cristo             | Elección interna, 13-05-2020 (Presentación de la canción, 16-02-2021)                                                 |
| República Checa ČT      | «Oh, Dios mío»                    | Inglés y checo           | Elección interna, 13-05-2020 (Presentación de la canción, 16-02-2021)                                                 |
| Rumanía TVR             | «Amnesia»                         | Roxen                    | Elección interna, 31-03-2020 (Presentación de la canción, 04-03-2021)                                                 |
| Rumanía TVR             | -                                 | Inglés                   | Elección interna, 31-03-2020 (Presentación de la canción, 04-03-2021)                                                 |
| Rusia C1R               | «Russian Woman»                   | Manizha                  | Final Nacional, 08-03-2021 (Presentación de la versión final, 19-03-2021)                                             |
| Rusia C1R               | «Mujer rusa»                      | Ruso e inglés            | Final Nacional, 08-03-2021 (Presentación de la versión final, 19-03-2021)                                             |
| San Marino SMRTV        | «Adrenalina»                      | Senhit y Flo Rida        | Elección interna, 16-05-2020 (Presentación de la canción, 07-03-2021)                                                 |
| San Marino SMRTV        | —                                 | Inglés e italiano        | Elección interna, 16-05-2020 (Presentación de la canción, 07-03-2021)                                                 |
| Serbia RTS              | «Loco Loco»                       | Hurricane                | Elección interna, 17-12-2020 (Presentación de la canción, 05-03-2021)                                                 |
| Serbia RTS              | -                                 | Serbio, español e inglés | Elección interna, 17-12-2020 (Presentación de la canción, 05-03-2021)                                                 |
| Suecia SVT              | «Voices»                          | Tusse                    | Melodifestivalen 2021, 13-03-2021                                                                                     |
| Suecia SVT              | «Voces»                           | Inglés                   | Melodifestivalen 2021, 13-03-2021                                                                                     |
| Suiza SRG SSR           | «Tout L'Univers»                  | Gjon's Tears             | Elección interna, 20-03-2020 (Presentación de la canción, 10-03-2021)                                                 |
| Suiza SRG SSR           | «Todo el universo»                | Francés                  | Elección interna, 20-03-2020 (Presentación de la canción, 10-03-2021)                                                 |
| Ucrania UA:PBC          | «Shum» (Шум)                      | Go_A                     | Elección interna, 18-03-2020 (Presentación de la canción, 04-02-2021) (Presentación de la versión final, 09-03-2021)  |
| Ucrania UA:PBC          | «Ruido»                           | Ucraniano                | Elección interna, 18-03-2020 (Presentación de la canción, 04-02-2021) (Presentación de la versión final, 09-03-2021)  |

### Artistas que regresan
- Vincent Bueno: Fue corista de Nathan Trent, representante de Austria en 2017. Además, iba a participar en Eurovisión 2020 y, tras su cancelación, la televisión pública austriaca le dio la oportunidad de hacerlo en 2021.
- Stefania Liberakakis: En 2016, Stefania representó a los Países Bajos en el Festival de Eurovisión Junior como miembro del grupo Kisses. Quedaron en 8ª posición en el certamen celebrado en La Valeta, Malta. Además, iba a participar en Eurovisión 2020 y, tras su cancelación, la televisión pública griega le dio la oportunidad de hacerlo en 2021.
- Vasil Garvanliev: En 2019, Vasil fue corista de Tamara Todevska, que obtuvo un séptimo puesto con 305 puntos y con la canción "Proud". En 2020, Vasil había sido seleccionado para representar a su país con el tema "You". Tras la cancelación del certamen, la televisión pública macedonia le ofreció la oportunidad de representar a Macedonia del Norte en 2021.
- Destiny Chukunyere: En 2015, Destiny representó a Malta en el Festival de Eurovisión Junior. Quedó en 1ª posición en el certamen celebrado en Sofía, Bulgaria. Además, fue corista fuera de escena de Michela Pace, representante de Malta en 2019. Además, iba a participar en Eurovisión 2020 y, tras su cancelación, la televisión pública maltesa le dio la oportunidad de hacerlo en 2021.
- Natalia Gordienco: En 2006, Natalia representó a Moldavia en Eurovisión junto con Arsenium. Quedaron en 20.ª posición en el certamen celebrado en Atenas, Grecia. Además, iba a participar en Eurovisión 2020 y, tras su cancelación, la televisión pública moldava le dio la oportunidad de hacerlo en 2021.
- Rafał Brzozowski: Fue uno de los 3 presentadores del Festival de la Canción de Eurovisión Junior 2020. Además, intentó representar a su país en el festival de 2017, pero quedó segundo en su preselección.
- Senhit: Representó a San Marino en 2011. Además, iba a participar en Eurovisión 2020 y, tras su cancelación, la televisión pública sanmarinense le dio la oportunidad de hacerlo en 2021.
- Sanja Vučić: En 2016, Sanja, una de las componentes de Hurricane, representó a Serbia en Eurovisión como vocalista del grupo ZAA. Quedaron en 18.ª posición en el certamen celebrado en Estocolmo, Suecia. Además, iban a participar en Eurovisión 2020 y, tras su cancelación, la televisión pública serbia dio la oportunidad al trío Hurricane de hacerlo en 2021.
- Ksenija Knežević: En 2015, Ksenija fue corista de su padre, Knez, cuando este representó a Montenegro en Eurovisión. Ese año, Montenegro consiguió un 13.er puesto en Viena, Austria.

#### Eurovisión 2020
Debido a la cancelación de la edición de 2020 por la pandemia de COVID-19, 26 de los participantes de esta edición fueron confirmados como representantes de sus respectivos países para 2021, 24 por elección directa, mientras que Uku Suviste de Estonia y The Roop de Lituania, volvieron a ganar sus respectivas finales nacionales:
| - Montaigne - Vincent Bueno - Samira Efendi - Hooverphonic - Victoria Georgieva - Ana Soklič | - Blas Cantó - Uku Suviste - Tornike Kipiani - Stefania Liberakakis - Lesley Roy | - Daði & Gagnamagnið - Eden Alene - Samanta Tīna - The Roop - Vasil Garvanliev | - Destiny Chukunyere - Natalia Gordienco - Jeangu Macrooy - James Newman - Benny Cristo | - Roxen - Senhit - Hurricane - Gjon's Tears - Go_A |

### Idiomas
30 temas fueron interpretados, o mayoritariamente, en idioma inglés. El resto de los países en general lo hicieron en su idioma oficial. Por primera vez en la historia se utilizó el sranan tongo, idioma oficial de Surinam, país de origen de Jeangu Macrooy, en la canción de Países Bajos. Rusia utilizó el ruso por primera vez en una canción desde 2009. Dinamarca utilizó una canción íntegramente en danés por primera vez desde la eliminación de la restricción de idioma en 1999. 

### Sorteo de semifinales
El sorteo para determinar la ubicación de los países participantes en cada una de las semifinales no fue llevado a cabo en 2021, ya que la organización decidió mantener el emplazamiento que habrían tenido estos en 2020. Así, en el sorteo celebrado el 28 de enero del mismo año en el Ayuntamiento de Róterdam, los 35 países semifinalistas se repartieron en 5 bombos, basándose en tendencias históricas en las votaciones. El sorteo también determinó qué semifinal retransmitiría y en qué semifinal votaría cada uno de los países pertenecientes al Big Five (Alemania, España, Francia, Italia y Reino Unido), así como el país anfitrión (Países Bajos).
| Bombo 1                                                                          | Bombo 2                                                                     | Bombo 3                                                                     | Bombo 4                                                                | Bombo 5                                                                       |
| -------------------------------------------------------------------------------- | --------------------------------------------------------------------------- | --------------------------------------------------------------------------- | ---------------------------------------------------------------------- | ----------------------------------------------------------------------------- |
| - Albania - Austria - Croacia - Eslovenia - Macedonia del Norte - Serbia - Suiza | - Australia - Dinamarca - Estonia - Finlandia - Islandia - Noruega - Suecia | - Armenia - Azerbaiyán - Bielorrusia - Georgia - Moldavia - Rusia - Ucrania | - Bulgaria - Chipre - Grecia - Malta - Portugal - Rumania - San Marino | - Bélgica - República Checa - Irlanda - Israel - Letonia - Lituania - Polonia |

| 1.ª semifinal 18 de mayo de 2021                                                | 1.ª semifinal 18 de mayo de 2021                                                 | 2.ª semifinal 20 de mayo de 2021                                                             | 2.ª semifinal 20 de mayo de 2021                                              |
| ------------------------------------------------------------------------------- | -------------------------------------------------------------------------------- | -------------------------------------------------------------------------------------------- | ----------------------------------------------------------------------------- |
| 1ª mitad: Macedonia del Norte Lituania Suecia Eslovenia Australia Irlanda Rusia | 2ª mitad: Noruega Chipre Croacia Azerbaiyán Malta Israel Ucrania Rumania Bélgica | 1ª mitad: Austria Moldavia Polonia San Marino Serbia Islandia República Checa Grecia Estonia | 2ª mitad: Dinamarca Bulgaria Suiza Finlandia Letonia Georgia Portugal Albania |
| Con derecho a voto: Alemania Italia Países Bajos                                | Con derecho a voto: Alemania Italia Países Bajos                                 | Con derecho a voto: España Francia Reino Unido                                               | Con derecho a voto: España Francia Reino Unido                                |

## Festival

### Semifinales

#### Semifinal 1

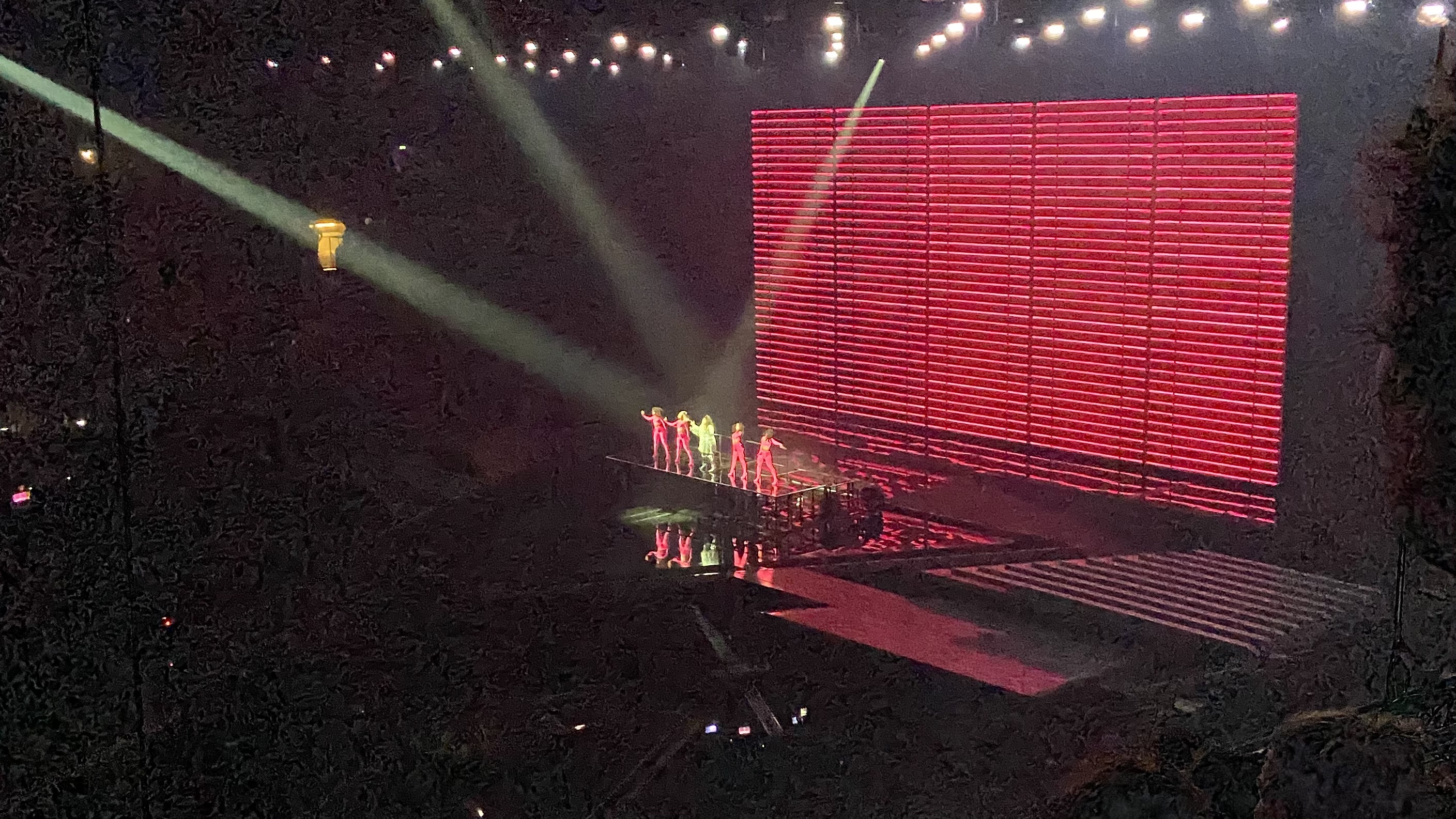
Destiny Chukunyere de Malta ganó la semifinal 1 con 325 puntos, dándole la primera victoria a la isla del mediterráneo.

La primera semifinal del Festival de la Canción de Eurovisión 2021 se celebró el 18 de mayo de 2021, (21:00 horas CEST). Inicialmente, 17 países participarían en este evento. Sin embargo, Bielorrusia fue descalificada del concurso en marzo, después de que su representante, Galazy SMesta, intentara concursar con canciones con contenido político, infringiendo las reglas; con lo cual el evento se realizó con 16 países en busca de los 10 pases a la final. Un total de 19 países tuvieron derecho a voto en esta semifinal: los 16 participantes más Alemania, Italia y los Países Bajos, quienes ya se encontraban clasificados directamente a la final.
La semifinal inició con la presentación del ganador de la edición anterior Duncan Laurence, quien interpretó su tema "Feel Something" para luego comenzar las presentaciones de los semifinalistas. Los 15 minutos que tuvieron los espectadores para votar y posteriormente el tiempo para realizar el conteo de votos, fue amenizado por el número llamado "The Power of Water" de la cantante Davina Michelle y la actriz Thekla Reuten.
La votación le otorgó la victoria con 325 puntos a Destiny Chukunyere, de Malta, con el tema pop "Je Me Casse". La representante maltesa arrasó en la votación del jurado, obteniendo 174 puntos, con 8 máximas puntuaciones; y consiguió el segundo lugar del televoto con 151 puntos, logrando la primera victoria para el país mediterráneo. Los ganadores del televoto, el grupo de electro-folk ucraniano Go_A consiguieron el segundo lugar de la semifinal con una sumatoria de 267 puntos. El top 5 fue completado por Rusia, Lituania e Israel.
Dentro de la semifinal destacó la eliminación de Croacia, quien, a pesar de colocarse dentro del Top 10 en la votación de jurado y televoto, la sumatoria la colocó en 11° posición, a 5 puntos de la posición de corte a la final, siendo la primera vez en la historia que ocurría este hecho en el festival. Así mismo, se convirtió en una de las eliminaciones más polémicas, ya que durante la semana de ensayos había comenzado a destacar como una de las favoritas para el pase a la final. Además, Australia fue eliminada al colocarse en 14° posición, siendo su primera ausencia en la final desde su debut en 2015, y con lo cual dejó a Ucrania como el único país que ha superado todas las semifinales en las que ha aparecido.
Los países resaltados obtuvieron la clasificación para la Gran Final:
| N.º | País                | Intérprete(s)   | Canción           | Lugar | Puntos |
| --- | ------------------- | --------------- | ----------------- | ----- | ------ |
| 01  | Lituania            | The Roop        | «Discoteque»      | 4     | 203    |
| 02  | Eslovenia           | Ana Soklič      | «Amen»            | 13    | 44     |
| 03  | Rusia               | Manizha         | «Russian Woman»   | 3     | 225    |
| 04  | Suecia              | Tusse           | «Voices»          | 7     | 142    |
| 05  | Australia           | Montaigne       | «Technicolour»    | 14    | 28     |
| 06  | Macedonia del Norte | Vasil           | «Here I Stand»    | 15    | 23     |
| 07  | Irlanda             | Lesley Roy      | «Maps»            | 16    | 20     |
| 08  | Chipre              | Elena Tsagrinou | «El Diablo»       | 6     | 170    |
| 09  | Noruega             | Tix             | «Fallen Angel»    | 10    | 115    |
| 10  | Croacia             | Albina          | «Tick-Tock»       | 11    | 110    |
| 11  | Bélgica             | Hooverphonic    | «The Wrong Place» | 9     | 117    |
| 12  | Israel              | Eden Alene      | «Set Me Free»     | 5     | 192    |
| 13  | Rumania             | Roxen           | «Amnesia»         | 12    | 85     |
| 14  | Azerbaiyán          | Efendi          | «Mata Hari»       | 8     | 138    |
| 15  | Ucrania             | Go_A            | «Shum»            | 2     | 267    |
| 16  | Malta               | Destiny         | «Je Me Casse»     | 1     | 325    |

##### Desglose semifinal 1
| Pos. | Jurado              | Puntos |
| ---- | ------------------- | ------ |
| 1    | Malta               | 174    |
| 2    | Rusia               | 117    |
| 3    | Ucrania             | 103    |
| 4    | Israel              | 99     |
| 5    | Chipre              | 92     |
| 6    | Suecia              | 91     |
| 7    | Bélgica             | 70     |
| 8    | Lituania            | 66     |
| 9    | Rumania             | 58     |
| 10   | Croacia             | 57     |
| 11   | Azerbaiyán          | 47     |
| 12   | Noruega             | 38     |
| 13   | Eslovenia           | 36     |
| 14   | Australia           | 26     |
| 15   | Irlanda             | 16     |
| 16   | Macedonia del Norte | 12     |

| Pos. | Televoto            | Puntos |
| ---- | ------------------- | ------ |
| 1    | Ucrania             | 164    |
| 2    | Malta               | 151    |
| 3    | Lituania            | 137    |
| 4    | Rusia               | 108    |
| 5    | Israel              | 93     |
| 6    | Azerbaiyán          | 91     |
| 7    | Chipre              | 78     |
| 8    | Noruega             | 77     |
| 9    | Croacia             | 53     |
| 10   | Suecia              | 51     |
| 11   | Bélgica             | 47     |
| 12   | Rumania             | 27     |
| 13   | Macedonia del Norte | 11     |
| 14   | Eslovenia           | 8      |
| 15   | Irlanda             | 4      |
| 16   | Australia           | 2      |

#### Semifinal 2

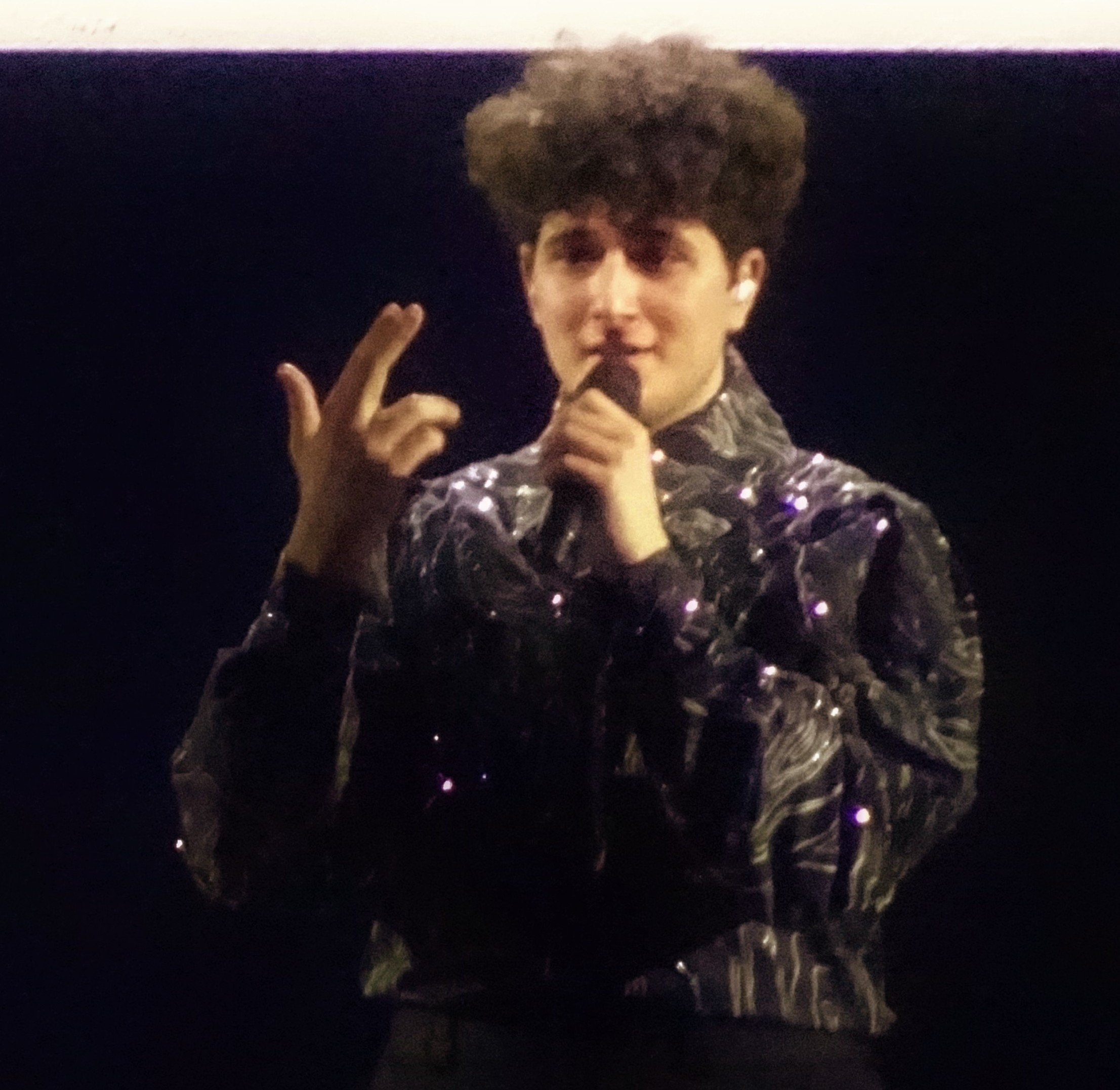
Gjon's Tears de Suiza le otorgó su primera victoria al país centroeuropeo en la semifinal 2 con 291 puntos.

La segunda semifinal del Festival de la Canción de Eurovisión 2021 se celebró el 20 de mayo de 2021, (21:00 horas CEST). Inicialmente, 18 países participarían en este evento. Sin embargo, Armenia decidió retirarse del concurso en marzo, al acrecentarse el Conflicto del Alto Karabaj con Azerbaiyán y la consecuente crisis política en el país; con lo cual el evento se realizó con 17 países en busca de los 10 pases a la final. Un total de 20 países tuvieron derecho a voto en este semifinal: los 17 participantes más España, Francia y el Reino Unido, quienes ya se encontraban clasificados directamente a la final.
La semifinal inició con la presentación de los intérpretes Redo y Eefje de Visser para luego comenzar las presentaciones de los semifinalistas. Los 15 minutos que tuvieron los espectadores para votar y posteriormente el tiempo para realizar el conteo de votos, fue amenizado por un número protagonizado por el bailarín Ahmad Joudeh y el ciclista BMX Dez Maarsen.
Suiza logró su primera victoria en una semifinal con el cantante Gjon's Tears y la balada contemporánea en francés "Tout l'Univers", tras obtener una sumatoria de 291 puntos. El intérprete suizo logró la victoria en la votación del jurado con 156 puntos y el tercer lugar en la votación del televoto con 135 puntos.  El segundo lugar, a 3 puntos de diferencia del ganador, se posicionó Islandia con el grupo Daði & Gagnamagnið. El podio lo completó VICTORIA, representante de Bulgaria, con la balada "Growing Up Is Getting Old". El cuarto lugar, de manera sorpresiva, fue para el grupo portugués The Black Mamba y la canción soul "Love Is On My Side", que destacó al ser la primera canción representante de Portugal que fue cantada enteramente en inglés. El Top 5 se completó con la banda de rock finlandesa Blind Channel. 
Los países resaltados obtuvieron la clasificación para la Gran Final:
| N.º | País            | Intérprete(s)      | Canción                     | Lugar | Puntos |
| --- | --------------- | ------------------ | --------------------------- | ----- | ------ |
| 01  | San Marino      | Senhit y Flo Rida  | «Adrenalina»                | 9     | 118    |
| 02  | Estonia         | Uku Suviste        | «The Lucky One»             | 13    | 58     |
| 03  | República Checa | Benny Cristo       | «Omaga»                     | 15    | 23     |
| 04  | Grecia          | Stefania           | «Last Dance»                | 6     | 184    |
| 05  | Austria         | Vincent Bueno      | «Amen»                      | 12    | 66     |
| 06  | Polonia         | Rafał              | «The Ride»                  | 14    | 35     |
| 07  | Moldavia        | Natalia Gordienko  | «Sugar»                     | 7     | 176    |
| 08  | Islandia        | Daði & Gagnamagnið | «10 Years»                  | 2     | 288    |
| 09  | Serbia          | Hurricane          | «Loco Loco»                 | 8     | 124    |
| 10  | Georgia         | Tornike Kipiani    | «You»                       | 16    | 16     |
| 11  | Albania         | Anxhela Peristeri  | «Karma»                     | 10    | 112    |
| 12  | Portugal        | The Black Mamba    | «Love is on my Side»        | 4     | 239    |
| 13  | Bulgaria        | Victoria           | «Growing Up Is Getting Old» | 3     | 250    |
| 14  | Finlandia       | Blind Channel      | «Dark Side»                 | 5     | 234    |
| 15  | Letonia         | Samanta Tīna       | «The Moon Is Rising»        | 17    | 14     |
| 16  | Suiza           | Gjon's Tears       | «Tout l'Univers»            | 1     | 291    |
| 17  | Dinamarca       | Fyr og Flamme      | «Øve os på hinanden»        | 11    | 89     |

##### Desglose semifinal 2
| Pos. | Jurado          | Puntos |
| ---- | --------------- | ------ |
| 1    | Suiza           | 156    |
| 2    | Bulgaria        | 149    |
| 3    | Islandia        | 140    |
| 4    | Portugal        | 128    |
| 5    | Grecia          | 104    |
| 6    | Finlandia       | 84     |
| 7    | San Marino      | 76     |
| 8    | Albania         | 74     |
| 9    | Moldavia        | 56     |
| 9    | Serbia          | 56     |
| 11   | Austria         | 53     |
| 12   | Estonia         | 29     |
| 13   | República Checa | 23     |
| 14   | Polonia         | 18     |
| 15   | Dinamarca       | 9      |
| 16   | Letonia         | 4      |
| 17   | Georgia         | 1      |

| Pos. | Televoto        | Puntos |
| ---- | --------------- | ------ |
| 1    | Finlandia       | 150    |
| 2    | Islandia        | 148    |
| 3    | Suiza           | 135    |
| 4    | Moldavia        | 123    |
| 5    | Portugal        | 111    |
| 6    | Bulgaria        | 101    |
| 7    | Dinamarca       | 80     |
| 7    | Grecia          | 80     |
| 9    | Serbia          | 68     |
| 10   | San Marino      | 42     |
| 11   | Albania         | 38     |
| 12   | Estonia         | 29     |
| 13   | Polonia         | 17     |
| 14   | Georgia         | 15     |
| 15   | Austria         | 13     |
| 16   | Letonia         | 10     |
| 17   | República Checa | 0      |

### Final

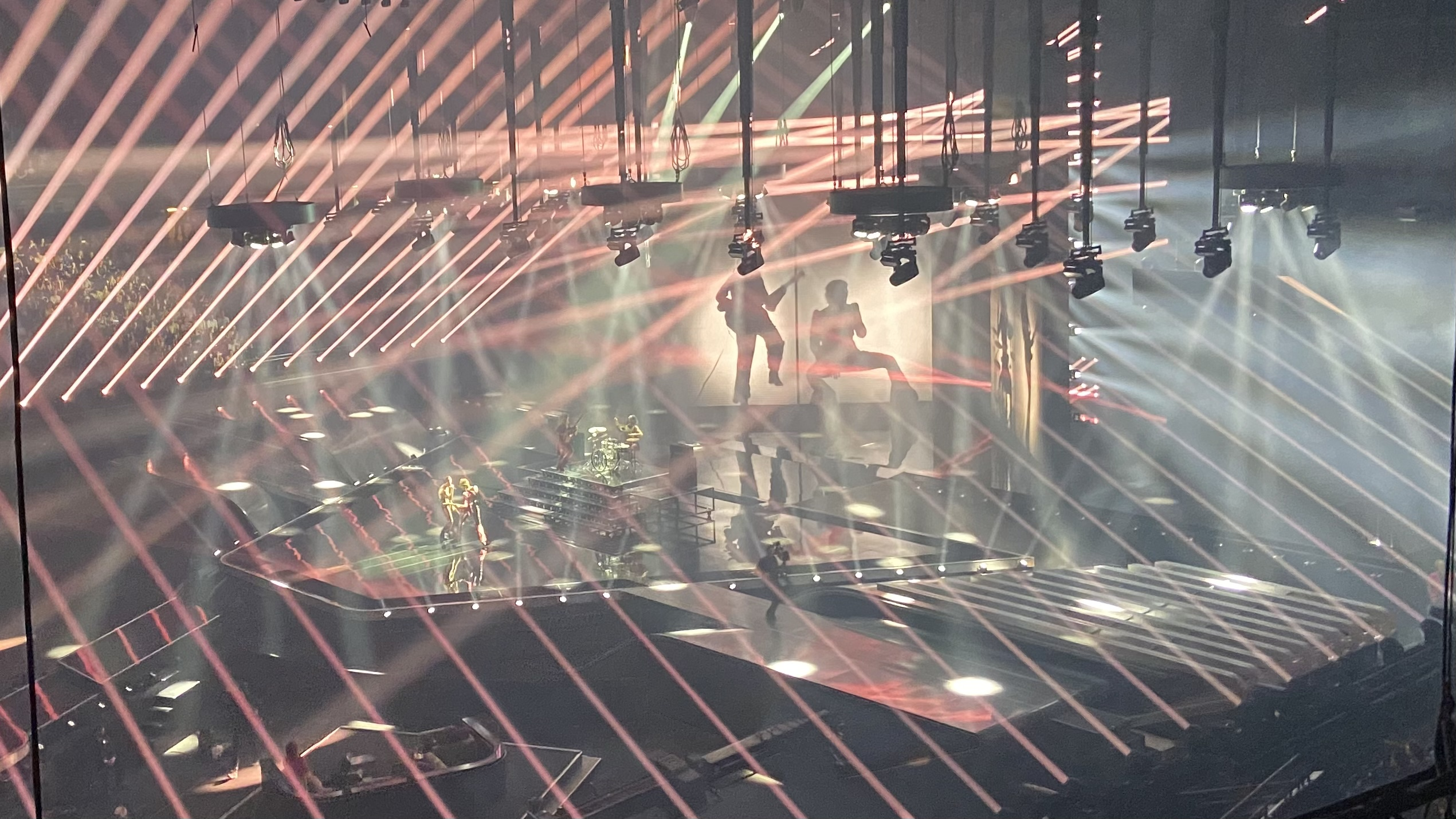
Måneskin lograron la tercera victoria para Italia en el festival con 524 puntos.

La final del Festival de la Canción de Eurovisión de 2021 se celebró el 22 de mayo y estuvo compuesta por los 20 clasificados de la primera y de la segunda semifinal, el «Big 5» (Alemania, España, Francia, Italia y Reino Unido) y el país anfitrión como ganador de la edición anterior, Países Bajos. 
Tal como pasó en las semifinales, el orden de actuación fue decidido por los productores tras conocerse la identidad de los 20 semifinalistas clasificados y determinarse por azar en qué mitad de la gala actuarían junto a los finalistas directos (primera mitad, del 1-13; o segunda mitad, del 14-26). Sin embargo, durante la reunión de jefes de delegación de los países participantes, se decidió respetar el sorteo ya realizado para la edición cancelada de 2020, con lo cual el anfitrión Países Bajos, actuó en la vigesimotercera posición. El orden del resto de los participantes fue anunciado durante la madrugada del viernes 21 de mayo.
El evento se inició con el tradicional desfile de banderas de los finalistas con la aparición de DJ Peter Gabriel. Tras esta ceremonia de obertura, se dio inicio a la presentación de los 26 países participantes. El intervalo de votaciones contó con las presentaciones de artistas neerlandeses como Afrojack, Glennis Grace y Wulf; el número "Rock the roof" con varios exganadores del festival; la presentación del ganador de la edición anterior Duncan Laurence, quien interpretó su tema "Arcade", la canción con la que dio la victoria a los Países Bajos, y su nuevo tema "Stars"; y por último, un grupo de baile presentó "The Final Countdown", con el que se realizó la cuenta atrás para el cierre de las votaciones. 
El sistema de votación fue el mismo del año anterior. Cada país realiza dos votaciones, una exclusiva del jurado profesional, quien vota en el ensayo del día anterior, y otra hecha por el televoto. En ambas votaciones, los países entregan de 1 a 8, 10 y 12 puntos a los países más votados. La presentación de los votos se realiza por separado, en un principio se da a conocer la votación de los jurados, en la cual un portavoz de cada país se encarga de anunciar al país que recibió los 12 puntos mientras las otras puntuaciones aparecen en pantalla, sumándose automáticamente. Después, los puntajes que recibió cada finalista por televoto son revelados uno a uno, en orden ascendente conforme a la votación del jurado, iniciando con el último lugar en la clasificación del jurado y finalizando con el ganador de esta clasificación. De esta manera, se busca mantener el anuncio del ganador del festival hasta el final de la votación.
La votación del jurado supuso un mano a mano entre Suiza y Francia, que se decantó por el primero con un total de 267 puntos por 248 para la representante francesa. Malta con 208 puntos, Italia con 206 puntos e Islandia con 198 puntos también lograron desmarcarse del resto de los participantes, cerrando el Top 5 del jurado y llegando con opciones a la victoria antes de la revelación de las puntuaciones del televoto. La votación del público reveló una clara distancia entre los primeros puestos quienes recibieron puntajes exorbitantes y el resto de los participantes que recibieron pocos puntos.
Tras la votación, el grupo Måneskin, de Italia fueron declarados ganadores con una sumatoria total de 524 puntos. El grupo logró destacar para los apostantes después de su victoria en San Remo, pero sería una vez iniciados los ensayos generales del festival que alcanzarían el primer lugar para la prensa y las casas de apuestas. Su canción "Zitti e buoni", se convirtió en la primera canción de rock que gana el festival desde 2006, destacando en la votación del público que le otorgó 318 puntos, incluyendo 5 máximas puntuaciones y votos de los 38 países votantes. Cabe destacar que 3 de los 4 integrantes del grupo, se convirtieron en los primeros ganadores nacidos en el siglo XXI. El segundo lugar fue para Barbara Pravi de Francia, que con su balada clásica "Voilà" obtuvo 499 puntos, siendo el primer top 3 francés desde 1991. En tercer lugar se posicionó Suiza con Gjon's Tears que obtuvo 432 puntos, siendo el primer top 3 para el país helvético desde 1993.
El top 5 fue completado por el máximo favorito de la edición cancelada de 2020, Daði & Gagnamagnið de Islandia y el "dark horse": Go_A, representantes de Ucrania. En sexto lugar, se posicionó Finlandia con el grupo rock Blind Channel, alcanzando su segundo mejor resultado histórico. Por el lado negativo, destacó el 0 a Reino Unido con James Newman, siendo el primer cero que sucedía desde la instauración del nuevo sistema de votación en 2016; así como el cuádruple cero en la votación del televoto a Reino Unido, Alemania, España y los Países Bajos, curiosamente todos clasificados directo a la gala del sábado, hecho inédito en la etapa contemporánea del festival. También destacó el hecho que cuatro de las 5 primeras clasificadas fueran canciones en lengua no inglesa: dos en francés, una en ucraniano y la ganadora en italiano, hecho que no ocurría desde 1995 cuando todavía existía la restricción de idioma.
| N.º | País         | Intérprete(s)        | Canción                     | Lugar | Puntos |
| --- | ------------ | -------------------- | --------------------------- | ----- | ------ |
| 01  | Chipre       | Elena Tsagrinou      | «El Diablo»                 | 16    | 94     |
| 02  | Albania      | Anxhela Peristeri    | «Karma»                     | 21    | 57     |
| 03  | Israel       | Eden Alene           | «Set Me Free»               | 17    | 93     |
| 04  | Bélgica      | Hooverphonic         | «The Wrong Place»           | 19    | 74     |
| 05  | Rusia        | Manizha              | «Russian Woman»             | 9     | 204    |
| 06  | Malta        | Destiny Chukunyere   | «Je Me Casse»               | 7     | 255    |
| 07  | Portugal     | The Black Mamba      | «Love is on my Side»        | 12    | 153    |
| 08  | Serbia       | Hurricane            | «Loco Loco»                 | 15    | 102    |
| 09  | Reino Unido  | James Newman         | «Embers»                    | 26    | 0      |
| 10  | Grecia       | Stefania Liberakakis | «Last Dance»                | 10    | 170    |
| 11  | Suiza        | Gjon's Tears         | «Tout l'Univers»            | 3     | 432    |
| 12  | Islandia     | Daði & Gagnamagnið   | «10 Years»                  | 4     | 378    |
| 13  | España       | Blas Cantó           | «Voy a quedarme»            | 24    | 6      |
| 14  | Moldavia     | Natalia Gordienko    | «Sugar»                     | 13    | 115    |
| 15  | Alemania     | Jendrik Sigwart      | «I Don’t Feel Hate»         | 25    | 3      |
| 16  | Finlandia    | Blind Channel        | «Dark Side»                 | 6     | 301    |
| 17  | Bulgaria     | Victoria Georgieva   | «Growing Up Is Getting Old» | 11    | 170    |
| 18  | Lituania     | The Roop             | «Discoteque»                | 8     | 220    |
| 19  | Ucrania      | Go_A                 | «Shum»                      | 5     | 364    |
| 20  | Francia      | Barbara Pravi        | «Voilà»                     | 2     | 499    |
| 21  | Azerbaiyán   | Samira Efendi        | «Mata Hari»                 | 20    | 65     |
| 22  | Noruega      | Tix                  | «Fallen Angel»              | 18    | 75     |
| 23  | Países Bajos | Jeangu Macrooy       | «Birth of a New Age»        | 23    | 11     |
| 24  | Italia       | Måneskin             | «Zitti e buoni»             | 1     | 524    |
| 25  | Suecia       | Tusse                | «Voices»                    | 14    | 110    |
| 26  | San Marino   | Senhit               | «Adrenalina»                | 22    | 50     |

### Votaciones

#### Semifinal 1

##### Jurado
| ......Participante..... | Pts. | Bandera de Lituania | Bandera de Eslovenia | Bandera de Rusia | Bandera de Suecia | Bandera de Australia | Bandera de Macedonia del Norte | Bandera de Irlanda | Bandera de Chipre | Bandera de Noruega | Bandera de Croacia | Bandera de Bélgica | Bandera de Israel | Bandera de Rumania | Bandera de Azerbaiyán | Bandera de Ucrania | Bandera de Malta | Bandera de Alemania | Bandera de Italia | Bandera de los Países Bajos |
| ----------------------- | ---- | ------------------- | -------------------- | ---------------- | ----------------- | -------------------- | ------------------------------ | ------------------ | ----------------- | ------------------ | ------------------ | ------------------ | ----------------- | ------------------ | --------------------- | ------------------ | ---------------- | ------------------- | ----------------- | --------------------------- |
| Lituania                | 66   |                     | 0                    | 2                | 7                 | 2                    | 0                              | 5                  | 3                 | 0                  | 6                  | 2                  | 12                | 8                  | 0                     | 1                  | 4                | 4                   | 7                 | 3                           |
| Eslovenia               | 36   | 0                   |                      | 0                | 0                 | 0                    | 3                              | 0                  | 6                 | 4                  | 0                  | 0                  | 3                 | 7                  | 4                     | 4                  | 5                | 0                   | 0                 | 0                           |
| Rusia                   | 117  | 0                   | 10                   |                  | 6                 | 7                    | 7                              | 8                  | 8                 | 3                  | 8                  | 12                 | 6                 | 5                  | 12                    | 0                  | 1                | 7                   | 5                 | 12                          |
| Suecia                  | 91   | 3                   | 0                    | 7                |                   | 6                    | 1                              | 1                  | 7                 | 10                 | 1                  | 6                  | 5                 | 4                  | 6                     | 3                  | 10               | 12                  | 4                 | 5                           |
| Australia               | 26   | 8                   | 0                    | 2                | 0                 |                      | 0                              | 0                  | 0                 | 0                  | 2                  | 0                  | 0                 | 2                  | 0                     | 12                 | 0                | 1                   | 0                 | 0                           |
| Macedonia del Norte     | 12   | 0                   | 4                    | 0                | 0                 | 0                    |                                | 2                  | 0                 | 0                  | 0                  | 0                  | 0                 | 6                  | 0                     | 0                  | 0                | 0                   | 0                 | 0                           |
| Irlanda                 | 16   | 0                   | 0                    | 0                | 1                 | 3                    | 0                              |                    | 2                 | 1                  | 0                  | 3                  | 0                 | 0                  | 3                     | 0                  | 2                | 0                   | 1                 | 0                           |
| Chipre                  | 92   | 4                   | 12                   | 8                | 4                 | 10                   | 4                              | 4                  |                   | 5                  | 10                 | 0                  | 10                | 3                  | 0                     | 2                  | 8                | 5                   | 3                 | 0                           |
| Noruega                 | 38   | 2                   | 3                    | 0                | 8                 | 1                    | 2                              | 3                  | 0                 |                    | 0                  | 7                  | 2                 | 0                  | 0                     | 0                  | 0                | 0                   | 6                 | 4                           |
| Croacia                 | 57   | 1                   | 7                    | 3                | 0                 | 0                    | 8                              | 10                 | 5                 | 0                  |                    | 1                  | 1                 | 1                  | 5                     | 8                  | 3                | 2                   | 2                 | 0                           |
| Bélgica                 | 70   | 10                  | 5                    | 6                | 2                 | 0                    | 0                              | 0                  | 4                 | 0                  | 4                  |                    | 7                 | 0                  | 2                     | 10                 | 0                | 0                   | 10                | 10                          |
| Israel                  | 99   | 7                   | 2                    | 10               | 10                | 8                    | 12                             | 0                  | 1                 | 8                  | 7                  | 4                  |                   | 0                  | 1                     | 6                  | 0                | 3                   | 12                | 8                           |
| Rumania                 | 58   | 5                   | 0                    | 0                | 0                 | 0                    | 0                              | 0                  | 10                | 2                  | 3                  | 5                  | 0                 |                    | 7                     | 7                  | 12               | 6                   | 0                 | 1                           |
| Azerbaiyán              | 47   | 0                   | 8                    | 4                | 3                 | 5                    | 6                              | 7                  | 0                 | 6                  | 0                  | 0                  | 0                 | 0                  |                       | 0                  | 6                | 0                   | 0                 | 2                           |
| Ucrania                 | 103  | 12                  | 1                    | 5                | 5                 | 4                    | 5                              | 6                  | 0                 | 7                  | 5                  | 10                 | 4                 | 10                 | 8                     |                    | 7                | 8                   | 0                 | 6                           |
| Malta                   | 174  | 6                   | 6                    | 12               | 12                | 12                   | 10                             | 12                 | 12                | 12                 | 12                 | 8                  | 8                 | 12                 | 10                    | 5                  |                  | 10                  | 8                 | 7                           |

###### Máximas Puntuaciones
| N. | A         | De                                                                   |
| -- | --------- | -------------------------------------------------------------------- |
| 8  | Malta     | Australia, Chipre, Croacia, Irlanda, Noruega, Rumania, Rusia, Suecia |
| 3  | Rusia     | Azerbaiyán, Bélgica, Países Bajos                                    |
| 2  | Israel    | Italia, Macedonia del Norte                                          |
| 1  | Australia | Ucrania                                                              |
| 1  | Chipre    | Eslovenia                                                            |
| 1  | Lituania  | Israel                                                               |
| 1  | Rumania   | Malta                                                                |
| 1  | Suecia    | Alemania                                                             |
| 1  | Ucrania   | Lituania                                                             |

##### Televoto
| ......Participante..... | Pts. | Bandera de Lituania | Bandera de Eslovenia | Bandera de Rusia | Bandera de Suecia | Bandera de Australia | Bandera de Macedonia del Norte | Bandera de Irlanda | Bandera de Chipre | Bandera de Noruega | Bandera de Croacia | Bandera de Bélgica | Bandera de Israel | Bandera de Rumania | Bandera de Azerbaiyán | Bandera de Ucrania | Bandera de Malta | Bandera de Alemania | Bandera de Italia | Bandera de los Países Bajos |
| ----------------------- | ---- | ------------------- | -------------------- | ---------------- | ----------------- | -------------------- | ------------------------------ | ------------------ | ----------------- | ------------------ | ------------------ | ------------------ | ----------------- | ------------------ | --------------------- | ------------------ | ---------------- | ------------------- | ----------------- | --------------------------- |
| Lituania                | 137  |                     | 0                    | 7                | 10                | 8                    | 4                              | 12                 | 12                | 12                 | 3                  | 8                  | 5                 | 6                  | 3                     | 12                 | 7                | 12                  | 8                 | 8                           |
| Eslovenia               | 8    | 0                   |                      | 0                | 0                 | 0                    | 3                              | 0                  | 0                 | 0                  | 5                  | 0                  | 0                 | 0                  | 0                     | 0                  | 0                | 0                   | 0                 | 0                           |
| Rusia                   | 108  | 8                   | 7                    |                  | 3                 | 7                    | 8                              | 1                  | 7                 | 4                  | 10                 | 2                  | 12                | 5                  | 8                     | 6                  | 2                | 6                   | 7                 | 5                           |
| Suecia                  | 51   | 5                   | 2                    | 2                |                   | 0                    | 0                              | 4                  | 3                 | 10                 | 0                  | 7                  | 2                 | 0                  | 1                     | 3                  | 10               | 0                   | 0                 | 2                           |
| Australia               | 2    | 0                   | 0                    | 1                | 0                 |                      | 0                              | 0                  | 0                 | 0                  | 0                  | 0                  | 0                 | 0                  | 0                     | 1                  | 0                | 0                   | 0                 | 0                           |
| Macedonia del Norte     | 11   | 0                   | 8                    | 0                | 0                 | 0                    |                                | 0                  | 0                 | 0                  | 1                  | 0                  | 0                 | 2                  | 0                     | 0                  | 0                | 0                   | 0                 | 0                           |
| Irlanda                 | 4    | 1                   | 0                    | 0                | 0                 | 2                    | 0                              |                    | 0                 | 0                  | 0                  | 0                  | 0                 | 0                  | 0                     | 0                  | 1                | 0                   | 0                 | 0                           |
| Chipre                  | 78   | 4                   | 1                    | 5                | 4                 | 6                    | 6                              | 6                  |                   | 3                  | 6                  | 3                  | 6                 | 4                  | 4                     | 4                  | 12               | 1                   | 2                 | 1                           |
| Noruega                 | 77   | 6                   | 6                    | 6                | 12                | 3                    | 0                              | 2                  | 1                 |                    | 2                  | 6                  | 4                 | 3                  | 10                    | 2                  | 6                | 4                   | 1                 | 3                           |
| Croacia                 | 53   | 0                   | 12                   | 0                | 2                 | 5                    | 12                             | 7                  | 2                 | 1                  |                    | 0                  | 3                 | 0                  | 2                     | 0                  | 0                | 7                   | 0                 | 0                           |
| Bélgica                 | 47   | 10                  | 4                    | 3                | 5                 | 0                    | 2                              | 0                  | 0                 | 2                  | 0                  |                    | 1                 | 1                  | 0                     | 5                  | 0                | 3                   | 4                 | 7                           |
| Israel                  | 93   | 2                   | 0                    | 4                | 6                 | 4                    | 1                              | 5                  | 10                | 5                  | 4                  | 4                  |                   | 10                 | 12                    | 7                  | 5                | 5                   | 3                 | 6                           |
| Rumania                 | 27   | 0                   | 0                    | 0                | 0                 | 0                    | 0                              | 3                  | 5                 | 0                  | 0                  | 1                  | 0                 |                    | 5                     | 0                  | 3                | 0                   | 10                | 0                           |
| Azerbaiyán              | 91   | 3                   | 3                    | 10               | 1                 | 1                    | 7                              | 0                  | 4                 | 6                  | 8                  | 5                  | 7                 | 7                  |                       | 10                 | 8                | 2                   | 5                 | 4                           |
| Ucrania                 | 164  | 12                  | 10                   | 12               | 7                 | 12                   | 5                              | 8                  | 6                 | 7                  | 12                 | 10                 | 8                 | 12                 | 7                     |                    | 4                | 10                  | 12                | 10                          |
| Malta                   | 151  | 7                   | 5                    | 8                | 8                 | 10                   | 10                             | 10                 | 8                 | 8                  | 7                  | 12                 | 10                | 8                  | 6                     | 8                  |                  | 8                   | 6                 | 12                          |

###### Máximas Puntuaciones
| N. | A        | De                                                   |
| -- | -------- | ---------------------------------------------------- |
| 6  | Ucrania  | Australia, Croacia, Italia, Lituania, Rumania, Rusia |
| 5  | Lituania | Alemania, Chipre, Israel, Noruega, Ucrania           |
| 2  | Croacia  | Eslovenia, Macedonia del Norte                       |
| 2  | Malta    | Bélgica, Países Bajos                                |
| 1  | Chipre   | Malta                                                |
| 1  | Israel   | Azerbaiyán                                           |
| 1  | Noruega  | Suecia                                               |
| 1  | Rusia    | Israel                                               |

#### Final

##### Máximas puntuaciones

###### Jurado
| N. | A          | De                                                                              |
| -- | ---------- | ------------------------------------------------------------------------------- |
| 8  | Francia    | Alemania, España, Irlanda, Países Bajos, Reino Unido, San Marino, Serbia, Suiza |
| 8  | Suiza      | Albania, Bélgica, Dinamarca, Estonia, Finlandia, Islandia, Israel, Letonia      |
| 4  | Italia     | Croacia, Georgia, Eslovenia, Ucrania                                            |
| 4  | Malta      | Australia, Noruega, Rumania, Suecia                                             |
| 2  | Bulgaria   | Moldavia, Portugal                                                              |
| 2  | Grecia     | Chipre, Francia                                                                 |
| 2  | Moldavia   | Bulgaria, Rusia                                                                 |
| 1  | Albania    | Malta                                                                           |
| 1  | Chipre     | Grecia                                                                          |
| 1  | Islandia   | Austria                                                                         |
| 1  | Lituania   | Italia                                                                          |
| 1  | Portugal   | República Checa                                                                 |
| 1  | Rusia      | Azerbaiyán                                                                      |
| 1  | San Marino | Polonia                                                                         |
| 1  | Serbia     | Macedonia del Norte                                                             |
| 1  | Ucrania    | Lituania                                                                        |

###### Televoto
| N. | A         | De                                                      |
| -- | --------- | ------------------------------------------------------- |
| 5  | Italia    | Bulgaria, Malta, San Marino, Serbia, Ucrania            |
| 5  | Lituania  | Alemania, Irlanda, Letonia, Noruega, Reino Unido        |
| 5  | Serbia    | Austria, Croacia, Eslovenia, Macedonia del Norte, Suiza |
| 5  | Ucrania   | Francia, Israel, Italia, Lituania, Polonia              |
| 4  | Francia   | Bélgica, España, Países Bajos, Portugal                 |
| 3  | Finlandia | Estonia, Islandia, Suecia                               |
| 3  | Islandia  | Australia, Dinamarca, Finlandia                         |
| 2  | Chipre    | Grecia, Rusia                                           |
| 2  | Grecia    | Chipre, Georgia                                         |
| 2  | Moldavia  | República Checa, Rumania                                |
| 1  | Israel    | Azerbaiyán                                              |
| 1  | Rusia     | Moldavia                                                |
| 1  | Suiza     | Albania                                                 |

## Otros países

### Miembros activos de la UER
- Andorra (RTVA): En noviembre de 2019, Demócratas por Andorra, el partido gobernante en Andorra, anunció que el país podría volver al festival, con una evaluación de costes como requisito previo.[107] No obstante, el 14 de mayo de 2020 confirmaron que no iban a participar.[108] Ese mismo mes, la representante del microestado en 2009, Susanne Georgi, declaró que había obtenido los fondos necesarios para el regreso del país.[109] El 7 de junio, la artista creó una petición en change.org reclamando, tanto al gobierno andorrano como a la televisión pública, la vuelta del país a Eurovisión.[110] Ella trabajó con RTVA para la vuelta de Andorra, estando dispuesta incluso a financiar su participación sin, necesariamente, ser la representante. Más tarde ese año, el 1 de agosto de 2020, Georgi explicó en el podcast del sitio web de fans de Eurovisión Wiwibloggs que había mantenido una reunión con el Presidente del Gobierno de Andorra, Xavier Espot Zamora, en la que acordaron verbalmente regresar en 2022 (ya que no querían participar en las circunstancias de la pandemia de COVID-19).[111]
- Armenia (AMPTV): Con la intención de competir en el concurso de 2020, Armenia se confirmó inicialmente para la edición de 2021 cuando la UER anunció la lista de participantes en octubre de 2020, y estaba programada para actuar en la segunda mitad de la segunda semifinal. Sin embargo, el 5 de marzo de 2021, la Televisión Pública de Armenia (AMPTV) confirmó posteriormente que no participaría en el concurso debido a las crisis sociales y políticas como consecuencia de la segunda guerra del Alto Karabaj en 2020.[6]
- Bielorrusia (BTRC): Tras la presentación de «Ya Nauchu Tebya», la canción fue descalificada debido a que contenía temas políticos que Eurovisión no permite. La UER dio una nueva oportunidad a Bielorrusia para modificar la letra o cambiar completamente de canción. Sin embargo, el 26 de marzo fueron oficialmente descalificados debido a que la nueva canción, «Pesenka», seguía conteniendo aspectos políticos.[7]
- Bosnia y Herzegovina (BHRT): En octubre de 2020, la emisora bosnia confirmó que el país no regresaría en 2021 debido a problemas financieros. Bosnia y Herzegovina participó por última vez en 2016.[112]
- Eslovaquia (RTVS): En julio de 2020, un portavoz de la emisora declaró que era poco probable que participaran en el concurso.[113] RTVS confirmó esta decisión en agosto de 2020.[114]
- Hungría (MTVA): Sin más explicación, Hungría no fue incluida en la lista final de países participantes de cara al concurso de 2021.[5] En 2020 ya se habían retirado de la competición.
- Luxemburgo (RTL): En julio de 2020, la radiodifusora confirmó que Luxemburgo no participaría en 2021, afirmando que no "se centran en espectáculos de entretenimiento y música" y que participar en el concurso "pondría a la emisora bajo una presión financiera".[115]
- Marruecos (SNRT): Como respuesta a los rumores sobre que la UER estaba en conversaciones con Marruecos sobre su futura participación en el festival, Karim Sbai, el director de Comunicaciones de la Sociedad Nacional de Radiodifusión y de Televisión (SNRT), anunció en febrero de 2020 que el posible regreso del país no había sido discutido todavía.[116] Finalmente, Marruecos no fue incluida en la lista final de participantes.
- Mónaco (TMC): La emisora monegasca confirmó en septiembre de 2020 que no participarían en 2021.[117]
- Montenegro (RTCG): La emisora montenegrina confirmó en octubre de 2020 que no participaría en 2021.[118] En 2020 ya se habían retirado de la competición debido a una serie de malos resultados y a los costes asociados con la participación.
- Turquía (TRT): El 24 de mayo de 2020, el ministro de exteriores de Turquía afirmó que le gustaría que el país volviese a Eurovisión. Turquía participó por última vez en 2012.

### Miembros asociados de la UER
- Estados Unidos: En enero de 2020, la UER anunció que discutiría la participación de Estados Unidos en el festival si el American Song Contest tuviera éxito. Numerosas radiodifusoras en Estados Unidos son miembros asociados de la UER.[119]
- Kazajistán (Khabar Agency/Channel 31): En agosto de 2020, la UER declaró que no tenía intención de invitar a Kazajistán al concurso en 2021.[120]

### Países no miembros de la UER
- Kosovo (RTK): En agosto de 2020, la UER declaró que no tenía intención de invitar a Kosovo al concurso de 2021.[120]
- Liechtenstein (1 FLTV): En julio de 2020, la emisora de Liechtenstein anunció que habían descartado debutar en el concurso de 2021. La emisora había intentado convertirse en miembro de la UER en el pasado, pero detuvo sus planes cuando su director, Peter Kölbel, murió inesperadamente. También necesitaría el respaldo del gobierno del país para poder asumir el coste de convertirse en miembro de la UER y pagar la tarifa de participación para el concurso.[121]

## Incidentes

### Polémicas en candidaturas

#### Candidatura bielorrusa
Después de que se anunciara «Ya nauchu tebya (I'll Teach You)», del grupo Galasy ZMesta, como la candidatura bielorrusa para el festival, la UER dictaminó que la canción no cumplía con las reglas del concurso contra los mensajes políticos en las mismas y que el tema no era, por tanto, elegible para competir en él a menos que fuera modificado.
Después de no cumplir con un plazo extendido para presentar una participación elegible, y su segunda presentación "Pesnya pro zaytsa (Canción sobre liebres)" también se encontró que no cumplía con las reglas, se anunció el 26 de marzo de 2021 que Bielorrusia fue descalificada del concurso.

#### Candidatura chipriota
Tras ser desvelada la canción «El Diablo», interpretada por Elena Tsagrinou, la cual trata de una mujer que se ha enamorado de un hombre perverso al que compara con el demonio, la Iglesia ortodoxa de Chipre se escandalizó y acusó a los compositores de “glorificar a Satán”. Como consecuencia, la asociación Juventud Ortodoxa de Chipre se manifestó frente a la sede de la televisión pública CyBC. Por todo ello, la Iglesia pidió que el tema fuera sustituido por otro que recogiera su historia, cultura y tradiciones.

#### Candidatura macedonia
A mediados del mes de marzo de 2021, el canal oficial de Eurovisión en YouTube sustituyó el videoclip oficial del tema «Here I Stand» por una versión editada, ya que en el primero aparecía en algún momento una obra de arte de la artista macedonia Janeta Vangeli, cuyos colores fueron identificados por algunos sectores de la población con la bandera de Bulgaria, país con el que Macedonia del Norte mantiene tensiones diplomáticas por cuestiones históricas, lingüísticas y, recientemente, políticas por el veto desde Sofía al acceso del país a la Unión Europea, entre otros aspectos. Asimismo, salió a la luz que Vasil Garvanliev cuenta también con pasaporte búlgaro, de donde también era su abuela.
Tras estos controvertidos hechos, se iniciaron peticiones en Change.org para que Vasil no representara al país en el certamen musical europeo. Por ello, la televisión pública de Macedonia del Norte (MRT) envió un comunicado en el que Meri Popova, jefa de delegación de la antigua república yugoslava en Eurovisión, anunciaba que una comisión interna analizaría la situación y revisaría su participación en el festival.

#### Candidatura maltesa
Tras la publicación del vídeo de «Je Me Casse», Destiny Chukunyere fue acusada de cosificación, ya que en él aparece un modelo masculino. Sin embargo, la artista aclaró que no estaba cosificando, sino que quería dar un mensaje de empoderamiento de las mujeres sin necesidad de tener a un hombre al lado.

#### Candidatura rusa
Manizha, activista por los derechos de las mujeres y del colectivo LGTBIQ+, fue también criticada por sectores conservadores debido a la letra de «Russian Woman», la cual reivindica el empoderamiento femenino y habla del sexismo en Rusia. Así, un órgano de investigación ruso se dispuso a investigar la letra, de la que se quejaban por posibles declaraciones ilegales algunas organizaciones como la Unión Rusa de Mujeres Ortodoxas, que sostenía que la canción "inspira odio hacia los hombres, lo que socava los cimientos de una familia tradicional", o la web para veteranos de guerra Veteranskie Vesti, que creía que el tema tenía como objetivo "insultar y humillar gravemente la dignidad humana de las mujeres rusas".

### Suplente para el segundo ensayo de Ucrania
Antes del segundo ensayo de Ucrania del 12 de mayo, la cantante principal de la banda Go_A, Kateryna Pavlenko, informó que se sentía indispuesta. De acuerdo con los protocolos de salud y seguridad del concurso, se requirió que Pavlenko se pusiera en cuarentena en su habitación de hotel. Los otros miembros de la banda dieron negativo y pudieron ensayar, con la cantante suplente holandesa Emmie van Stijn dando voz en lugar de Pavlenko. La vocalista ucraniana se sometió a una prueba de PCR de COVID-19, que resultó negativa al día siguiente, lo que le permitió asistir al evento de apertura "Alfombra turquesa", y también volver a actuar en el escenario, en especial en el show de jurados.
Van Stijn recibió reacciones positivas por su actuación, en particular por la pronunciación de las letras en ucraniano, que fue invitada a sentarse con la delegación ucraniana en la Green Room durante la primera semifinal.

### Infecciones por COVID-19 en artistas
Antes del evento de apertura, también conocido como "Alfombra turquesa", al menos un miembro de las delegaciones de Polonia e Islandia dio positivo por COVID-19. Como resultado, esas delegaciones estuvieron ausentes del evento, habiendo entrado en autoaislamiento de acuerdo con los protocolos de seguridad y salud del concurso. Las delegaciones de Rumania y Malta también estuvieron ausentes del evento como medida cautelar, ya que éstas se estaban hospedando en el mismo hotel que las delegaciones polaca e islandesa.
Todos los demás miembros de las delegaciones de Polonia e Islandia dieron negativo en las pruebas y permanecerían en cuarentena hasta el show de jurados de la segunda semifinal. Sin embargo, más tarde se confirmó que un miembro del grupo islandés Daði & Gagnamagnið había dado positivo y, como resultado, el grupo se retiró de las presentaciones en vivo. Las imágenes de su ensayo en el Rotterdam Ahoy se transmitieron como alternativa durante el show de jurados y el show en vivo de la segunda semifinal. Posteriormente, los miembros restantes de la delegación polaca fueron liberados del aislamiento.
El 20 de mayo de 2021, la UER confirmó que Duncan Laurence, ganador de Eurovisión 2019, había dado positivo y, por lo tanto, no actuará en vivo en la final. El cantante debió interpretar su nuevo sencillo "Stars" y su canción ganadora "Arcade" durante el intervalo, y presentar los puntos en nombre del jurado neerlandés; este último papel lo ocupó Romy Monteiro. Por lo tanto, la copresentadora del festival, Edsilia Rombley, fue sometida a una prueba de COVID-19 por tener contacto con Duncan antes del anuncio de los finalistas de la primera semifinal, en la cual salió negativa y pudo presentar sin problemas la segunda semifinal. Durante la final se transmitieron imágenes pregrabadas de la actuación de Duncan.

### Problemas técnicos antes de la presentación de Irlanda
Durante la preparación para la actuación de Irlanda en la primera semifinal, una cámara se rompió, lo que provocó un retraso prolongado después de que se mostrara la postcard. La copresentadora Chantal Janzen se vio obligada a improvisar en la Green Room durante la transmisión en vivo para completar el tiempo.

## Programación adicional

### Eurovision Song Celebration: Live-On-Tape
La EBU anunció el 29 de marzo de 2021 que "Eurovisión Song Celebration" regresaría por una segunda edición, estrenada en el canal oficial del concurso en YouTube. El espacio, presentado por Krista Siegfrids, se emitiría en dos partes el 28 y 29 de mayo con el fin de exhibir las 39 actuaciones de respaldo que grabaron las delegaciones por si el concurso no se hubiera podido llevar a cabo desde Róterdam, todo ello junto a otro material extra. Como en el Eurovision Song Celebration del año anterior, se les pediría a los fans que contribuyeran al programa enviando videoclips de sus candidaturas favoritas. Reino Unido e Irlanda no participaron en este especial.

### Krista Calling
Krista Siegfrids también presentaría Krista Calling, una serie entre bastidores que se transmitiría en el canal oficial del concurso en YouTube. La serie, de 6 episodios, se emitiría entre el 28 de abril y el 21 de mayo de 2021, la cual incluiría entrevistas y cobertura entre bastidores desde Róterdam.

### LookLab with NikkieTutorials
Además del concurso principal, Nikkie de Jager también presentaría LookLab with NikkieTutorials, una programa de entrevistas que se transmitiría en el canal oficial del concurso en YouTube. El programa se emitiría todos los días del 10 al 21 de mayo de 2021, y contaría con los 39 participantes "discutiendo el brillo, el glamour y los chismes del 65º Festival de la Canción de Eurovisión".

## Audiencias
Eurovision 2021 tuvo una audiencia mundial acumulada de un total de 183 millones de espectadores. En Europa la final de Rotterdam fue seguida por un 40,5% de la audiencia, 4 puntos más que en la edición de 2019. Entre el público joven (15-24 años) el festival aumentó su audiencia en 7 puntos porcentuales con respecto a 2019 colocándose con una audiencia del 52,8% de share. El dato supone más del doble de la audiencia media en prime time del grupo de emisoras que forman la UER (19,4%).
Durante la semana eurovisiva, el canal oficial en YouTube acumuló 50,6 millones de usuarios únicos de 234 países (un 28% más que en 2019). En este caso, la media de edad se sitúa más baja que en la televisión y las personas de 18 a 34 años representaron el 71% de los consumidores. La participación en redes sociales también fue masiva: la noche de la final se publicaron casi 5 millones de tuits sobre Eurovisión.

### Audiencias por países
Esta es la audiencia de las galas de Eurovisión 2021 por países (ordenada por share):
| País         | Cadena           | Espectadores | Share  |
| ------------ | ---------------- | ------------ | ------ |
| Noruega      | NRK1             | 898.000      | 70,1%  |
| Islandia     | RÚV1             | 93.000       | 65,6%  |
| Lituania     | LRT Televizija   | 585.100      | 60,8%  |
| Suecia       | STV1             | 1.562.000    | 57,9%  |
| Países Bajos | NPO1             | 2.780.000    | 48,7%  |
| Bélgica      | ÉEN              | 999.950      | 48%    |
| Bélgica      | La Une           | 280.332      |        |
| Croacia      | HRT1             | 685.600      | 39,3%  |
| Estonia      | ETV              | 127.000      | 38,6%  |
| Estonia      | ETV+             | 11.845       | 3,6%   |
| Chipre       | RIK1             | 111.080      | 35,2%  |
| Dinamarca    | DR1              | 441.000      | 34,8%  |
| Finlandia    | YLE1             | 300.000      | 31%    |
| Eslovenia    | TVSlo1           | 145.700      | 21%    |
| Rusia        | Piervy Kanal     | 488.625      | 16,5%  |
| Rusia        | Piervy Kanal     | 1.980.700    | 14,8%  |
| Serbia       | RTS1             | 429.900      | 15,2%  |
| Austria      | ORF1             | 339.000      | 13%    |
| Ucrania      | UA:Pershyi / STB | 891.995      | 11,8%  |
| Polonia      | TVP1             | 1.331.265    | 10,91% |
| Polonia      | TVP Polonia      | 108.351      | 0,89%  |
| Grecia       | ERT1             | 586.000      | 11,3%  |
| Suiza        | SRF Zwei         | 111.000      | 410,5% |
| Portugal     | RTP1             | 294.000      | 8,4%   |
| Albania      | RTSH1            |              | 6,5%   |
| Bulgaria     | BNT1             | 99.000       | 5,36%  |
| Chequia      | ČT2              | 146.000      | 4,32%  |
| Reino Unido  | BBC Four         | 617.016      | 3,7%   |
| España       | La 2             | 564.000      | 3,2%   |
| Alemania     | One              | 700.000      | 2,7%   |
| Italia       | RAI4             | 533.000      | 2,2%   |
| Rumanía      | TVR1             | 138.000      | 2,1%   |
| Francia      | France 4         | 334.000      | 1,4%   |
| Irlanda      | RTÉ 2            | 244.000      |        |
| Letonia      | LTV1             | 121.400      |        |

| País         | Cadena           | Espectadores | Share |
| ------------ | ---------------- | ------------ | ----- |
| Islandia     | RÚV1             | 131.000      | 96,8% |
| Finlandia    | YLE1             | 650.000      | 57%   |
| Dinamarca    | DR1              | 745.000      | 50,5% |
| Países Bajos | NPO1             | 2.903.000    | 49%   |
| Noruega      | NRK1             | 499.000      | 48,7% |
| Lituania     | LRT Televizija   | 356.900      | 45,6% |
| Estonia      | ETV              | 172.000      | 44,7% |
| Estonia      | ETV+             | 19.624       | 5,1%  |
| Suecia       | STV1             | 997.000      | 43%   |
| Bélgica      | ÉEN              | 646.843      | 34,5% |
| Bélgica      | La Une           | 88.960       |       |
| Serbia       | RTS1             | 902.097      | 29,9% |
| Chipre       | RIK1             | 72.780       | 25,9% |
| Suiza        | SRF Zwei         | 263.000      | 21,7% |
| Suiza        | RSI La 2         | 7.000        | 8%    |
| Polonia      | TVP1             | 2.553.000    | 20,9% |
| Croacia      | HRT1             | 321.367      | 19,5% |
| Austria      | ORF1             | 464.000      | 18,5% |
| Grecia       | ERT1             | 2.035.000    | 49,4% |
| Portugal     | RTP1             | 840.000      | 16,4% |
| Rusia        | Piervy Kanal     | 429.400      | 13,3% |
| Rusia        | Piervy Kanal     | 1.485.500    | 10,4% |
| Ucrania      | UA:Pershyi / STB | 801.255      | 10%   |
| Albania      | RTSH1            |              | 9,7%  |
| Bulgaria     | BNT1             | 162.000      | 8,47% |
| Eslovenia    | TVSlo2           | 63.900       | 8%    |
| Chequia      | ČT2              | 169.000      | 5,18% |
| Reino Unido  | BBC Four         | 666.000      | 4,2%  |
| España       | La 2             | 600.000      | 4,1%  |
| Alemania     | One              | 720.000      | 2,8%  |
| Italia       | RAI4             | 555.000      | 2,3%  |
| Rumanía      | TVR1             | 122.000      | 1,9%  |
| Francia      | France 4         | 301.000      | 1,3%  |
| Letonia      | LTV1             | 224.100      |       |
| Irlanda      | RTÉ 2            | 78.000       |       |

| País         | Cadena           | Espectadores | Share  |
| ------------ | ---------------- | ------------ | ------ |
| Islandia     | RÚV1             | 138.000      | 99,1%  |
| Suecia       | STV1             | 2.907.000    | 85,9%  |
| Noruega      | NRK1             | 1.481.000    | 85,7%  |
| Finlandia    | YLE1             | 1.388.000    | 81%    |
| Países Bajos | NPO1             | 5.441.000    | 78,5%  |
| Bélgica      | ÉEN              | 1.479.665    | 72,1%  |
| Bélgica      | La Une           | 445.000      | 39,9%  |
| Lituania     | LRT Televizija   | 581.000      | 65%    |
| Chipre       | RIK1             | 173.730      | 62,8%  |
| Dinamarca    | DR1              | 533.000      | 53,2%  |
| Grecia       | ERT1             | 2.035.000    | 49,4%  |
| Reino Unido  | BBC One          | 141.000      | 45,3%  |
| Estonia      | ETV              | 1.162.900    | 43,1%  |
| Estonia      | ETV+             | 17.742       | 5,7%   |
| Serbia       | RTS1             | 1.163.000    | 43,1%  |
| Suiza        | SRF1             | 473.000      | 42,6%  |
| Suiza        | RTS1             | 109.000      | 29,5%  |
| Suiza        | RSI La 1         | 20.800       | 25,5%  |
| Croacia      | HRT1             | 449.900      | 33,7%  |
| Irlanda      | RTÉ One          | 359.000      | 31,6%  |
| Francia      | France 2         | 5.490.000    | 31,4%  |
| España       | La 1             | 4.071.000    | 29,4%  |
| Rusia        | Piervy Kanal     | 784.000      | 28,1%  |
| Rusia        | Piervy Kanal     | 2.688.100    | 23,1%  |
| Portugal     | RTP1             | 1.198.000    | 26,9%  |
| Alemania     | Das Erste        | 6.540.000    | 26,7%  |
| Alemania     | One              | 1.200.000    | 4,9%   |
| Austria      | ORF1             | 545.200      | 26,2%  |
| Italia       | RAI1             | 4.512.000    | 25%    |
| Eslovenia    | TVSlo1           | 156.000      | 25%    |
| Bulgaria     | BNT1             | 303.000      | 24,83% |
| Albania      | RTSH1            |              | 21,9%  |
| Ucrania      | UA:Pershyi / STB | 1.116.153    | 17,9%  |
| Polonia      | TVP1             | 1.402.046    | 15,09% |
| Polonia      | TVP Polonia      | 73.983       | 0,8%   |
| Chequia      | ČT1              | 161.000      | 6,55%  |
| Rumanía      | TVR1             | 178.000      | 3,9%   |
| Moldavia     | TRM1             | 256.500      |        |
| Australia    | SBS              | 123.000      |        |
| Australia    | SBS              | 165.000      |        |
| Letonia      | LTV1             | 140.000      |        |

## Premios Marcel Bezençon
Los Premios Marcel Bezençon fueron entregados por primera vez durante el  Festival de la Canción de Eurovisión en Tallin, Estonia, en 2002, y se entregan horas antes de la final. 
El premio lleve el nombre del hombre que se consideró “el padre de Eurovisión” y que fue presidente de la UER. Tiene 3 categorías: Premio de la prensa, Premio Artístico y Premio del compositor, los cuales son otorgados, respectivamente, por los votos de los medios acreditados (prensa), los comentaristas del certamen y un jurado compuesto por compositores y profesionales del la industria musical que participan en el certamen. 
En esta edición, se alzaron con los premios los representantes de Francia y Suiza:
| Categoría             | País    | Canción          | Cantante(s)   | Compositor(es)                                                                | Resultado Final | Puntos |
| --------------------- | ------- | ---------------- | ------------- | ----------------------------------------------------------------------------- | --------------- | ------ |
| Premio Artístico      | Francia | "Voilà"          | Barbara Pravi | Música: Antoine Barrau & Barbara Pravi Letra: Lili Poe & Barbara Pravi        | 2°              | 499    |
| Premio de la Prensa   | Francia | "Voilà"          | Barbara Pravi | Música: Antoine Barrau & Barbara Pravi Letra: Lili Poe & Barbara Pravi        | 2°              | 499    |
| Premio del Compositor | Suiza   | "Tout l’univers" | Gjon’s Tears  | Música y letra: Gjon Muharremaj, Nina Sampermans, Wouter Hardy, Xavier Michel | 3 °             | 432    |